# Toyota Corolla E12-E13

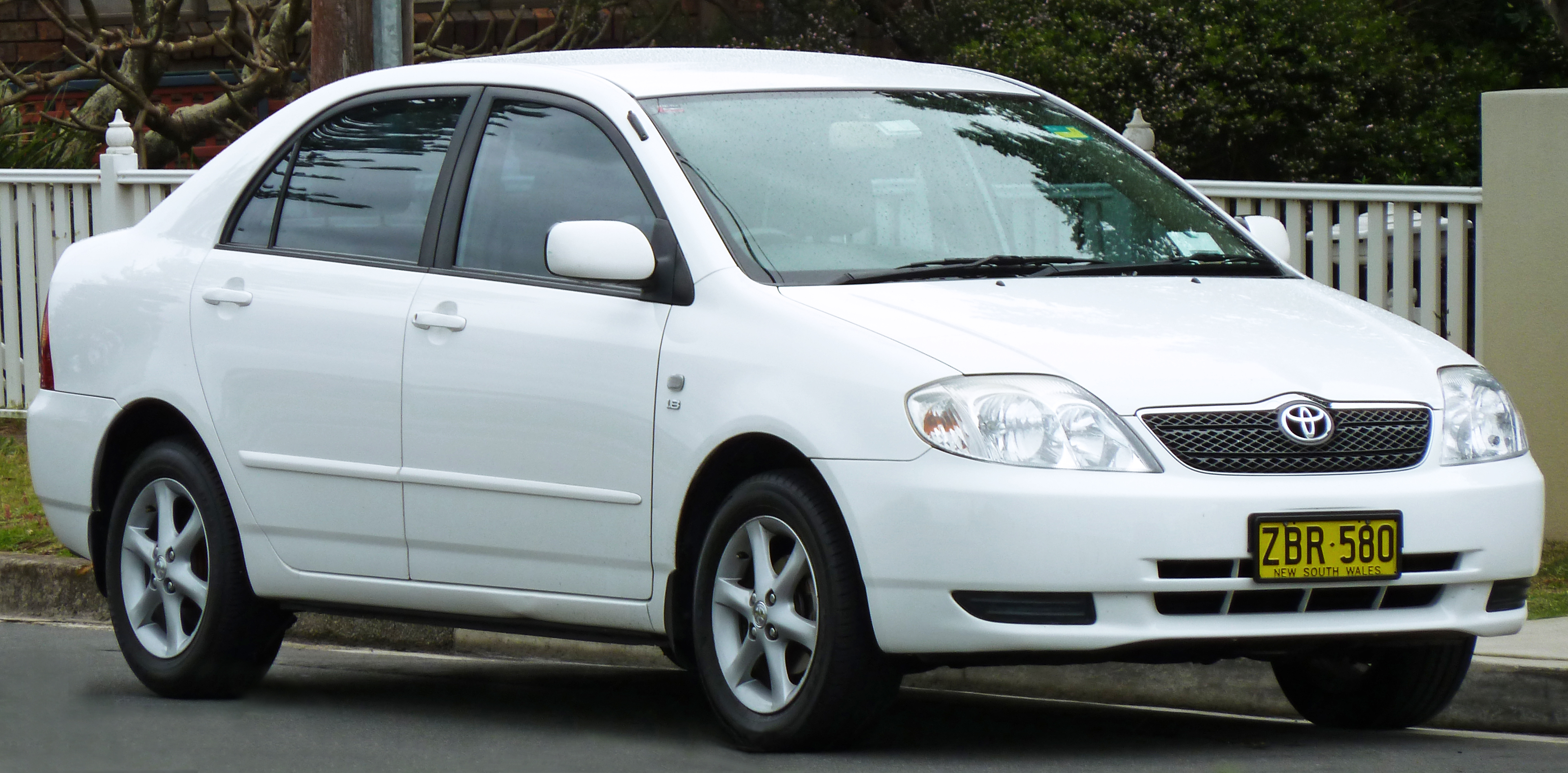
Toyota Corolla Sedan

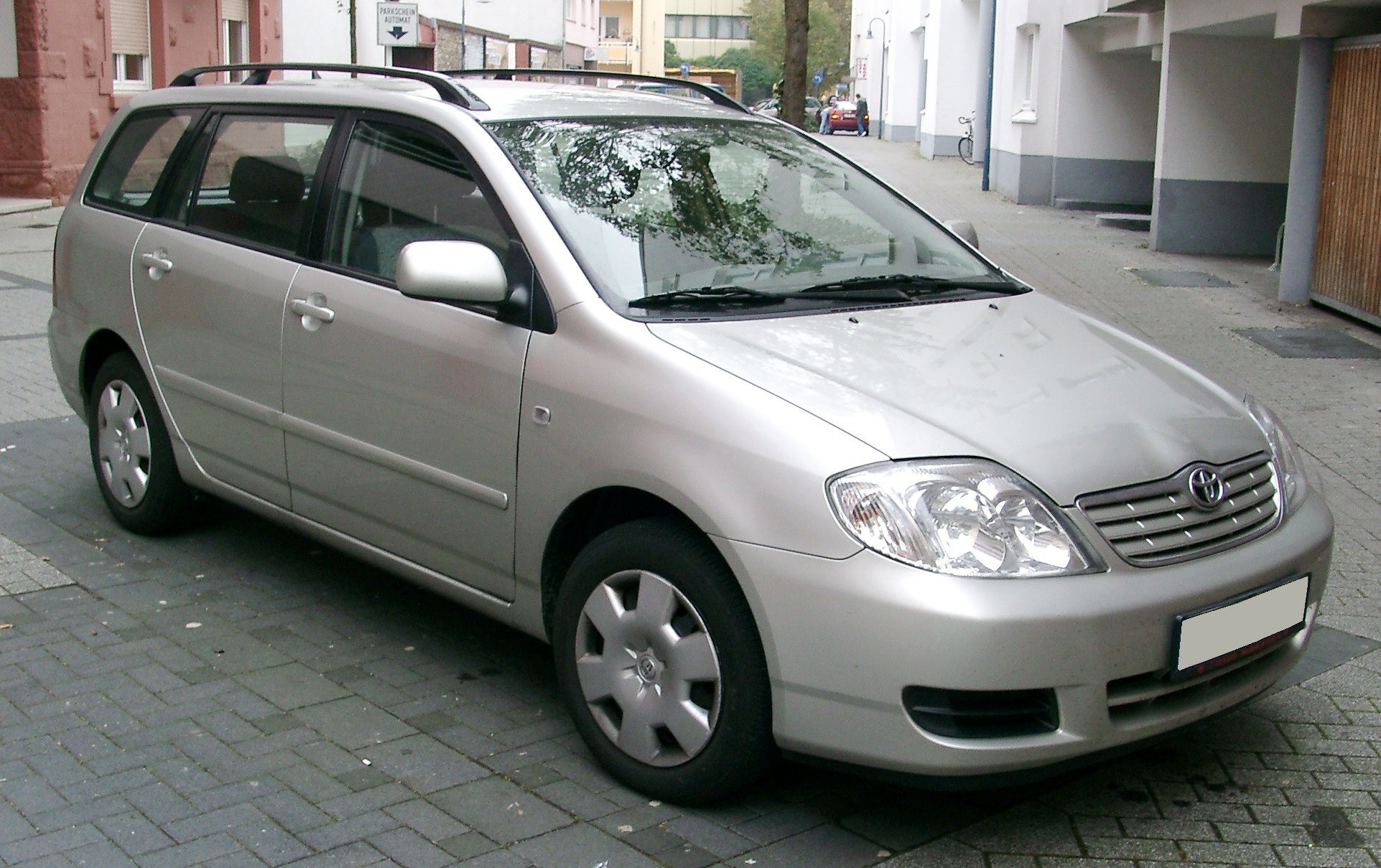
Toyota Corolla Wagon

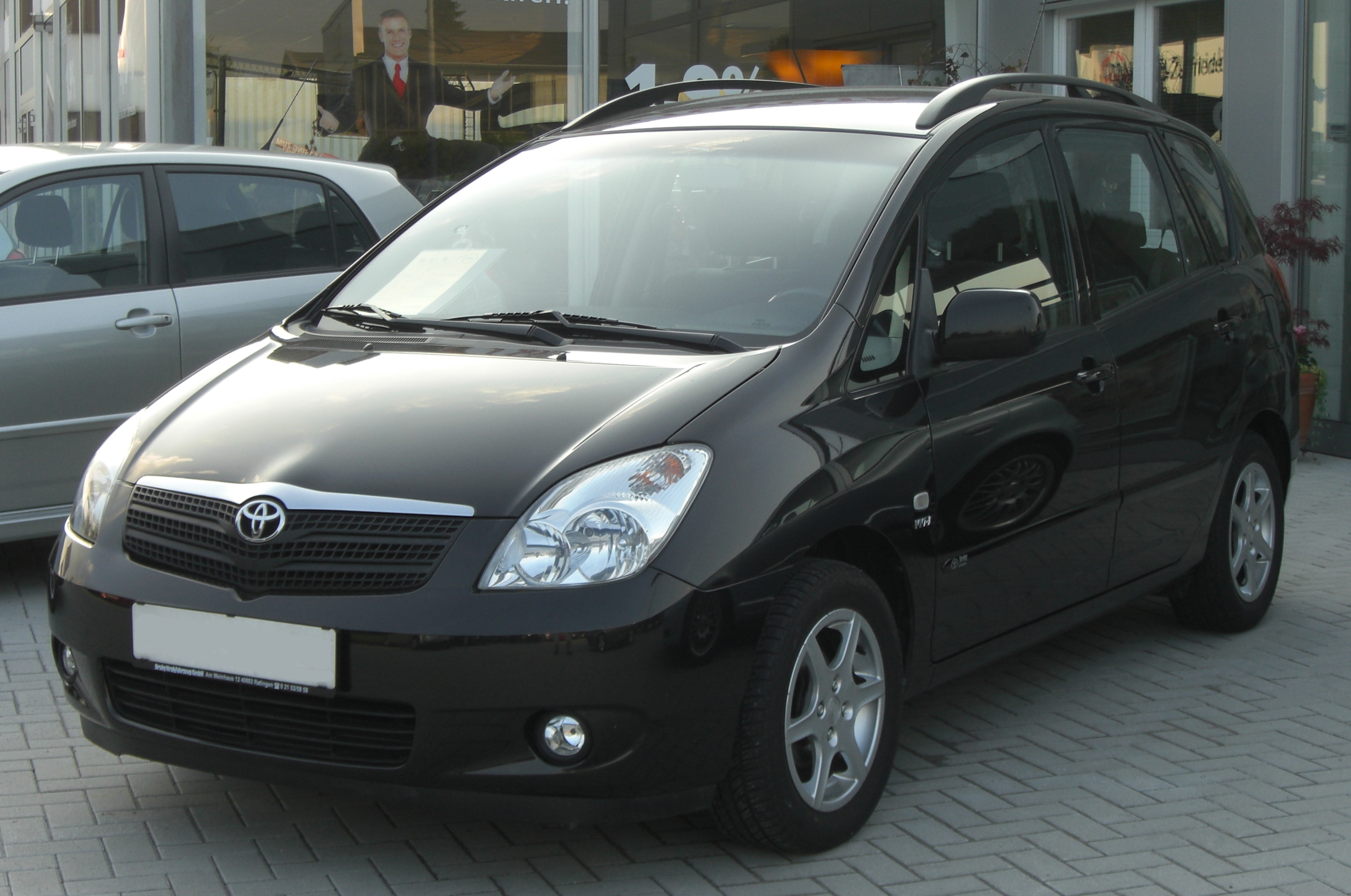
2002-2004 Toyota Corolla Verso

Toyota lanceerde in 2000 de negende generatie Toyota Corolla in Japan, waarna deze vanaf 2002 beschikbaar was in Nederland. Deze generatie was leverbaar als hatchback (drie- en vijfdeurs), sedan, stationwagen (Wagon) en MPV (Verso). De liftbackversie verviel met deze generatie.

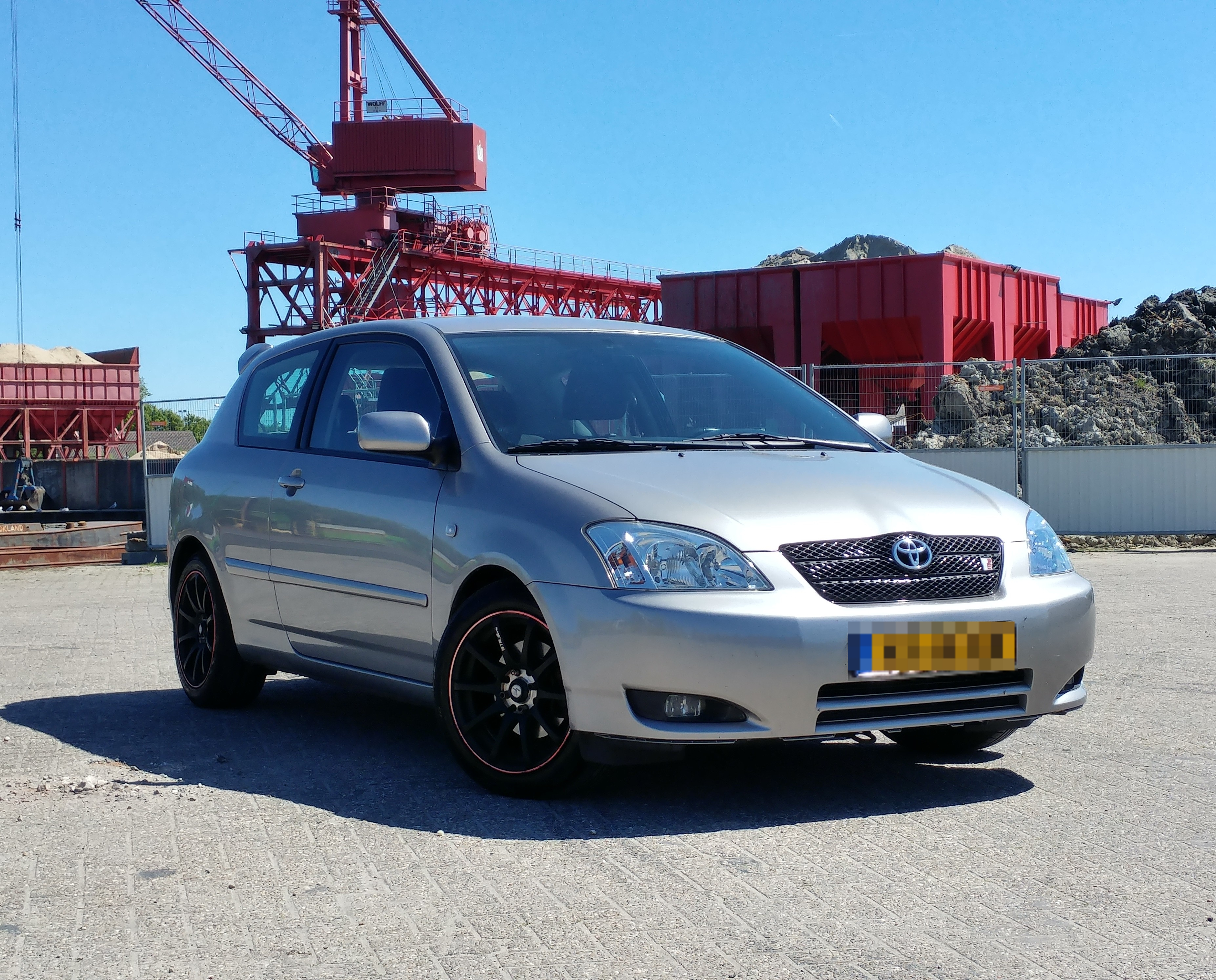
2002 Toyota Corolla Hatchback T Sport driedeurs

## Ontwerp
Takeshi Yoshida was chief engineer voor de negende generatie Corolla. Hij kreeg van de European Product Planning Group van Toyota de opdracht om de nieuwe Corolla een Europese uitstraling te geven. Na het winnen van een wereldwijde designcompetitie mocht de voormalige designstudio Toyota European Office of Creation (EPOC) in Zaventum, Brussel de sedan ontwerpen. John Robert Murdoch McLeod was hoofdontwerper voor het exterieur. Later mocht de Franse designstudio ED2 Design Centre (Toyota Europe Design Development), gelegen in Sophia Antipolis, op basis van de sedan de hatchback vormgeven.
Het Japanse sedan model is ontworpen door Masao Saito en Tadao Otsuki. Zij verkregen U.S. Patent D490,021 op 18 mei 2004. Het Japanse vijfdeurs hatchback model is ontworpen door Shinno Kato en Manabu Hirokawa. Zij verkregen U.S. Patent D479,491 op 9 september 2003.
Het Amerikaanse en Zuidoost-Aziatische ontwerp voor de negende generatie is geheel anders. Deze carrosserie is ontworpen door Masanari Sakae, Issei Otsubo en Masao Saito. Zij verkregen hiervoor patent in Japan op 19 juli 2001 en in Amerika op 18 juni en 2 juli 2002. Omdat dit ontwerp volledig anders is hebben deze voertuigen andere chassiscodes: E13 of E130.

### Facelift
Voor modeljaar 2005 kreeg de Corolla hatchback een facelift. De koplampen, achterlichten, voor- en achterbumper werden veranderd. Ook kwam er een Anniversary-uitvoering met een sportieve uitstraling. Een nieuwe 1.4 liter D-4D dieselmotor en 5-traps M-MA automaat werden toegevoegd aan het leveringsprogramma. Ten tijde van de facelift werd een Business Edition geïntroduceerd welke met een DVD navigatiesysteem kwam. Verder werd de T Sport aangepast om er sportiever uit te zien en strakker te sturen.

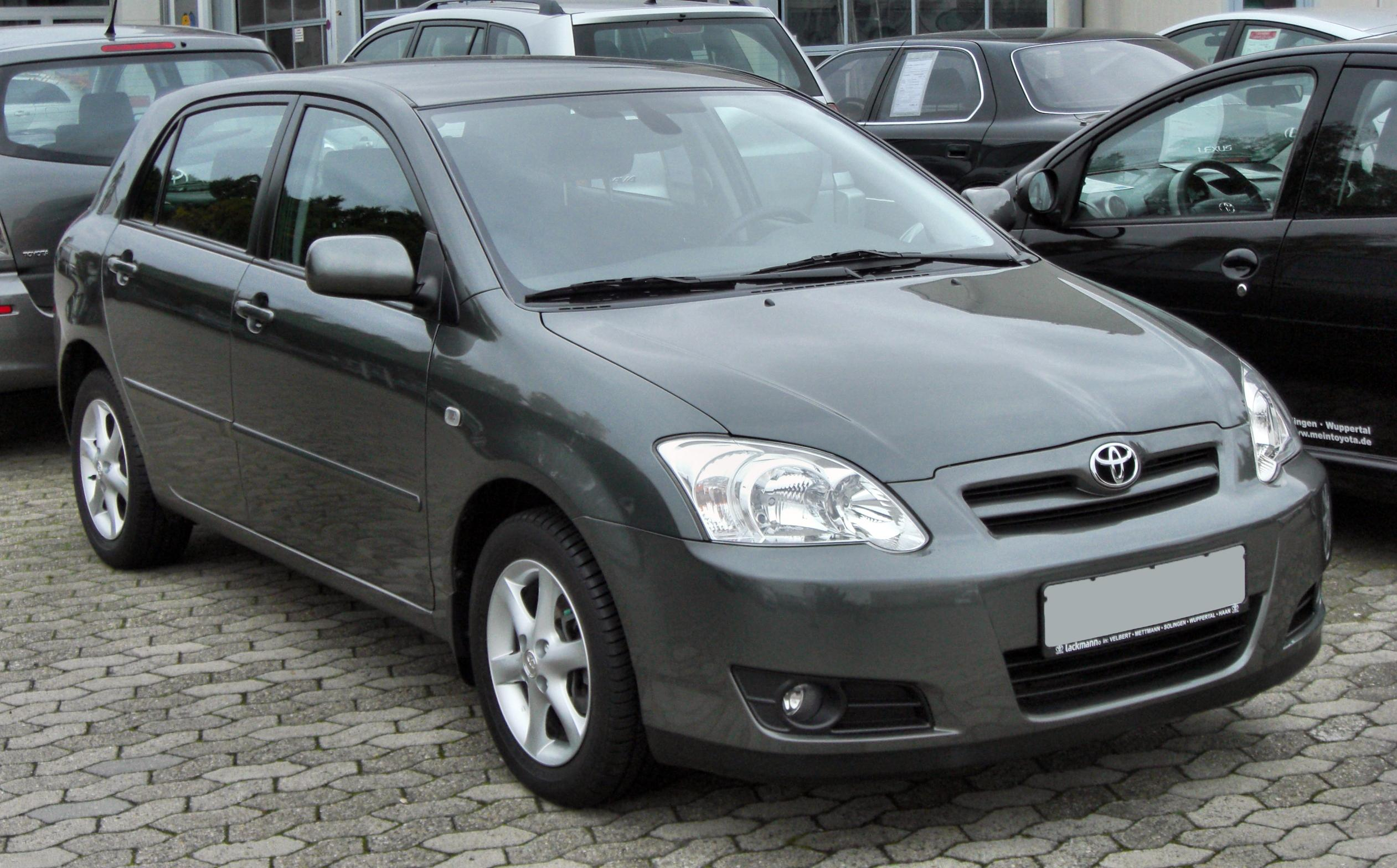
Toyota Corolla E12 facelift
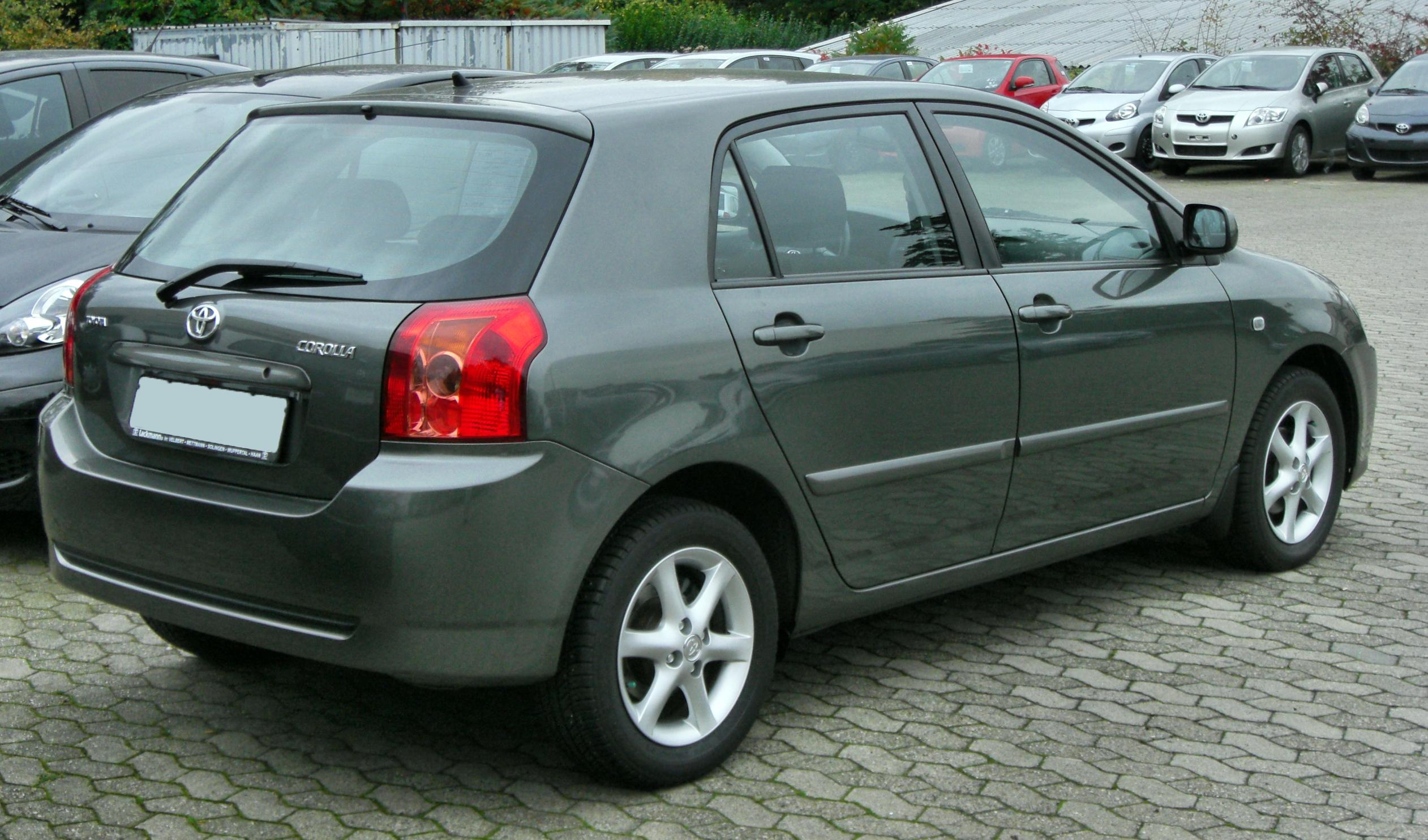
Toyota Corolla E12 facelift, achteraanzicht

## Productie
Productie van de hatchback vond grotendeels plaats in Burnaston, Groot-Brittannië. De sedan werd voor het grootste deel in Adapazarı (Sakarya), Turkije geproduceerd. De stationwagen en de Verso werden gebouwd in Japan, waar ook de sedans voor de Griekse en Cypriotische markt vandaan kwamen. De Corolla E12 werd gebouwd op het Toyota MC platform, net als de Toyota Celica T23, Toyota Avensis T22 en T25, Toyota Prius XW10 en XW20. De carrosserie is 45% stijver dan zijn voorganger, de Toyota Corolla E11, en was daarmee de meest torsiestijve auto in het C-segment.
De Toyota Corolla E13/E130 voor de Noord-Amerikaanse markt werd geproduceerd in Fremont, Californië door New United Motor Manufacturing, Inc. (NUMMI), een fabriek van General Motors en Toyota. Een andere fabriek voor de Noord-Amerikaanse markt is Toyota Motor Manufacturing Canada (TMMC) in Cambridge, Ontario waar ondere andere het XRS-model werd gefabriceerd.
Er wordt onderscheid gemaakt tussen Britse en Japanse productie, TMUK en TMC respectievelijk. Zo zijn de stuurkolom, reminrichting, onderstel en elektronica in bepaalde plaatsen anders ontworpen.

## Aandrijving
Alle Europese Corolla E12 modellen zijn voorwielaangedreven, hebben de motor voorin het voertuig liggen en deze is dwarsgeplaatst.

### Motorengamma
De 2.0 liter D-4D 1CD-FTV common-rail dieselmotor, 1.4 liter 4ZZ-FE en 1.6 liter 3ZZ-FE VVT-i benzinemotoren, geïntroduceerd in de voorgaande E11 generatie, werden opnieuw toegepast in de E12.
| Benzine                       | Benzine   | Benzine    | Benzine   | Benzine                         | Benzine       | Benzine         |
| Uitvoering                    | Motorcode | Slagvolume | Cilinders | Vermogen                        | Koppel        | Productiejaren  |
| ----------------------------- | --------- | ---------- | --------- | ------------------------------- | ------------- | --------------- |
| 1.4 VVT-i                     | 4ZZ-FE    | 1398 cm³   | 4         | 71 kW (97 pk)                   | 130 Nm        | 11.2001–12.2006 |
| 1.6 VVT-i                     | 3ZZ-FE    | 1598 cm³   | 4         | 81 kW (110 pk)                  | 150 Nm        | 11.2001–02.2007 |
| 1.8 VVT-i (Corolla Verso)     | 1ZZ-FE    | 1794 cm³   | 4         | 99 kW (134 pk)                  | 170 Nm        | 01.2002–03.2004 |
| 1.8 T Sport VVTL-i            | 2ZZ-GE    | 1796 cm³   | 4         | 141 kW (192 pk)                 | 180 Nm        | 04.2002–02.2007 |
| 1.8 T Sport VVTL-i Compressor | 2ZZ-GE    | 1796 cm³   | 4         | 165 kW (224 pk) 160 kW (218 pk) | 230 Nm 215 Nm | 08.2005–12.2006 |
| Diesel                        |           |            |           |                                 |               |                 |
| 1.4 D-4D                      | 1ND-TV    | 1364 cm³   | 4         | 66 kW (90 pk)                   | 190 Nm        | 07.2004–02.2007 |
| 2.0 D-4D                      | 1CD-FTV   | 1995 cm³   | 4         | 66 kW (90 pk)                   | 215 Nm        | 11.2001–06.2004 |
| 2.0 D-4D (intercooler)        | 1CD-FTV   | 1995 cm³   | 4         | 81 kW (110 pk)                  | 250 Nm        | 11.2001–04.2003 |
| 2.0 D-4D (intercooler)        | 1CD-FTV   | 1995 cm³   | 4         | 85 kW (116 pk)                  | 280 Nm        | 05.2003–02.2007 |

De 1.8 liter 1ZZ-FE VVT-i benzinemotor werd in Noord-Amerika, Azië, ASEAN-landen en Brazilië gebruikt in de Corolla hatchback en sedan. In Europa werd deze motor alleen toegepast in de Corolla Verso. De 2.0 liter 1CD-FTV dieselmotor kon desgewenst uitgebreid worden met een tussenkoeler. Deze tussenkoeler verhoogde het vermogen van 90 naar 110 pk, en later naar 116 pk.
Alle VVT-i motoren voldoen aan Euro IV-emissienormen, de 2ZZ-GE VVTL-i motor voldoet aan Euro III-emissienormen.

### Transmissie
Alle Europese modellen werden standaard uitgerust met een handgeschakelde transmissie met vijf versnellingen, de Corolla T Sport met zes. De 1.6 liter 3ZZ-FE kon optioneel worden uitgerust met de A246E viertraps automatische transmissie. Door te kiezen voor deze automatische transmissie nam de topsnelheid af van 190 km/h naar 175 km/h en duurde de sprint van 0 tot 100 km/h geen 10,2 maar 11,8 seconden.
Na de facelift kwam in combinatie met de nieuwe 1,4 liter D-4D motor een 5-traps M-MA automaat. Deze transmissie schakelt door middel van elektromotoren en heeft geen koppelingspedaal. De mogelijkheid bestaat om de transmissie automatisch te laten schakelen, met een normale stand (E) en een sportmodus (Es), of handmatig met de versnellingspook (M). De E-modus is tot 2% zuiniger dan een handgeschakelde versnellingsbak, en de Es-modus schakelt sneller bij hogere toerentallen voor een grotere rijdynamiek. Verder beschikt de M-MA automaat over een speciaal schakelprogramma voor heuvels. Deze automaat was leverbaar vanaf september 2004.
Alle transmissies beschikken over een open differentieel.

#### Transmissieconfiguraties
| 1.4 liter 4ZZ-FE         | 1.6 liter 3ZZ-FE         | 1.8 liter 2ZZ-GE       | 1.4 liter 1ND-TV        | 2.0 liter 1CD-FTV        |
| ------------------------ | ------------------------ | ---------------------- | ----------------------- | ------------------------ |
| C150 vijfversnellingsbak | C50 vijfversnellingsbak  | C64 zesversnellingsbak | C53 vijfversnellingsbak | E351 vijfversnellingsbak |
|                          | A246E viertraps automaat |                        | M-MA vijftraps automaat |                          |

#### Versnellingsbakgegevens
|                                  | C150   | C50    | C53    | C64   | E351   |
| -------------------------------- | ------ | ------ | ------ | ----- | ------ |
| 1e-versnelling                   | 3,545  | 3,545  | 3,545  | 3,166 | 3,538  |
| 2e-versnelling                   | 1,904  | 1,904  | 1,904  | 2,050 | 2,045  |
| 3e-versnelling                   | 1,310  | 1,310  | 1,310  | 1,481 | 1,333  |
| 4e-versnelling                   | 0,969  | 0,969  | 0,969  | 1,166 | 0,972  |
| 5e-versnelling                   | 0,815  | 0,815  | 0,725  | 0,916 | 0,731  |
| 6e-versnelling                   | n.v.t. | n.v.t. | n.v.t. | 0,815 | n.v.t. |
| Achteruit                        | 3,250  | 3,250  | 3,250  | 3,250 | 3,583  |
| Eindoverbrengingsverhouding (:1) | 4,312  | 4,312  | 3,470  | 4,529 | 3,684  |

|                      | A246E |
| -------------------- | ----- |
| 1e                   | 4,005 |
| 2e                   | 2,208 |
| 3e                   | 1,425 |
| 4e (overdrive; O/D)  | 0,981 |
| Achteruit            | 3,272 |
| Eindreductie lock up | 2,962 |

## Wielophanging en onderstel
De vooras van iedere negende generatie Toyota Corolla beschikt over schokdempers met schroefveren (McPherson-systeem). De schokdempers zijn gasgevuld, werken lineair en zijn verbonden door een stabilisatorstang. Modellen met voorwielaandrijving hebben een semi-onafhankelijke achteras met torsiestang en schokdempers met schroefveren. Deze zijn ook gasgevuld en lineair. Modellen met vierwielaandrijving hebben een achteras met dubbele draagarmen. De stuurkolom bestaat uit een tweedelige stuurbuis verbonden door middel van schuifkoppelingen. Alle modellen zijn uitgerust met een traploos in hoogte verstelbare stuurkolom.
Het onderstel van de facelift Corolla T Sport is 15–20 mm verlaagd, van de Corolla T Sport Compressor is 30 mm verlaagd en ook voorzien van een TTE veerpootbrug. Vanaf fabriek was van TTE voor iedere carrosserievorm tegen meerprijs een schroefset leverbaar.
De stuurbekrachtiging is elektronisch geregeld met een ratio van 17,4 (16,4 voor de facelift T Sport). Het aantal stuuromwentelingen (van uiterst links naar uiterst rechts) is 3,46 (3,22 voor de facelift T Sport).

## Veiligheid
EuroNCAP testte een rechtsgestuurde Toyota Corolla E12 vijfdeurs hatchback met 4ZZ-FE 1.4 liter VVT-i benzinemotor uit 2002. Dit voertuig kreeg vier sterren en een score van 28 (12 frontaal, 16 zijkant) voor een volwassene inzittende, en twee sterren en een score 11 voor voetgangersveiligheid. Ook testten zij een linksgestuurde Toyota Corolla Verso E12 met 1ZZ-FE 1.8 liter VVT-i benzinemotor uit 2004. Dit voertuig kreeg vijf sterren en een score van 35 (15 frontaal, 16 zijkant, 2 gordelverklikker en 2 paaltest) voor een volwassene inzittende, vier sterren en 37 punten voor een jonge inzittende en twee sterren en 11 punten voor voetgangersveiligheid. Het Australische ANCAP testte een vijfdeurs hatchback en gaf deze vier sterren, met een score van 27,32 van 34 punten. Het Amerikaanse NHTSA testte een 2003 Toyota Corolla CE vierdeurs sedan.
Standaard is de Toyota Corolla E12 uitgerust met:
- antiblokkeersysteem (ABS);
- elektronische remkrachtverdeling (EBD - Electronic Brake Force Distribution).

Daarnaast is de Toyota Corolla T Sport vanaf introductie voorzien van:
- noodstopbekrachtiging (Brake Assist);
- voertuigstabiliteitsregeling (VSC);
- antidoorslipregeling (TRC).[19]

Na de facelift waren VSC, TRC en Brake Assist als optie verkrijgbaar voor de drie- en vijfdeurs hatchback Linea Sol en Executive met 1,6 liter benzinemotor en 2,0 liter dieselmotor, voor een meerprijs van €750,-.
De Toyota Corolla werd voor de facelift uitgerust met vier airbags, na de facelift kreeg deze er acht. Na de facelift beschikte de Corolla E12 over een whiplash reducerend systeem (WIL). De voorstoelen hebben een speciaal ontwerp dat bij botsingen op lage snelheid de kans op een whiplash verkleint.

## Uitvoeringen en uitrustingsniveaus

### Linea Terra
De Linea Terra uitvoering is de meest eenvoudige uitvoering. Desalniettemin kwam deze standaard met antiblokkeersysteem (ABS) en elektronische remkrachtverdeling (EBD - Electronic Brake Force Distribution). De Linea Terra uitvoering was voor alle carrosserievormen mogelijk, ook de Corolla Verso. De Linea Terra kwam met unieke antraciete Linea Terra bekleding, 15 inch stalen wielen met wieldoppen en 195/60VR15 banden. Voor de hatchback modellen werd een stofinzet aangebracht op de stijlen die afgestemd is op de hemelbekleding. Een van de fabrieksopties was een comfortpakket, ter waarde van €1500,-. Dit comfortpakket voegde handbediende airconditioning, binnenverlichting met vertraging, elektrisch bedienbare portierramen voor met klemprotectie en centrale portiervergrendeling met afstandsbediening toe. Na de facelift werden handbediende airconditioning, centrale portievergrendeling met afstandsbediening en elektrisch bedienbare portierramen voor met klemprotectie standaard. Als optie was de Business Edition met DVD navigatiesysteem leverbaar.
Pre-facelift kon de Linea Terra uitvoering worden uitgerust met:
- 1,4 liter benzinemotor (4ZZ-FE) met handgeschakelde transmissie met vijf versnellingen;
- 1,6 liter benzinemotor (3ZZ-FE) met zowel handgeschakelde transmissie met vijf versnellingen als viertraps automatische transmissie;
- 2,0 liter dieselmotor (1CD-FTV) (zonder intercooler) met handgeschakelde transmissie met vijf versnellingen.[27]

### Linea Sol
De Linea Sol uitvoering beschikt over alles wat de Linea Terra uitvoering biedt en meer. Zo is de airconditioning volautomatisch, is het instrumentenpaneel groen verlicht met Optitron-klokken en kunnen alle ruiten elektrisch bediend worden. De Linea Sol werd geleverd met unieke bekleding, chromen accent in de grille, stootstrips in carrosseriekleur, een met leder bekleed stuurwiel, audiobediening aan het stuurwiel, standaard zes speakers, mistlampen in de voorbumper (alleen benzine versies) en verwarmde buitenspiegels.
Pre-facelift kon de Linea Sol uitvoering worden uitgerust met:
- 1,6 liter benzinemotor (3ZZ-FE) met zowel handgeschakelde transmissie met vijf versnellingen als viertraps automatische transmissie;
- 2,0 liter dieselmotor (1CD-FTV) (met en zonder intercooler) met handgeschakelde transmissie met vijf versnellingen.[27]

### T Sport
Topmodel was de T Sport uitvoering met de 1.8 liter (1796 cc) viercilinder DOHC VVTL-i motor (2ZZ-GE) uit de Toyota Celica. Voor deze uitvoering waren exclusieve, metallic carrosseriekleuren en lichtmetalen velgen beschikbaar. Het Optitron-instrumentarium kreeg een rode kleur i.p.v. het standaard wit of groen. Verder was de bekleding leverbaar met een ander weefpatroon voor de stoffen bekleding, en tegen een meerprijs met zwarte, (kunst)lederen bekleding. De versnellingsbak was standaard een handgeschakelde zesversnellingsbak. De Corolla T Sport was als driedeurs en vijfdeurs hatchback leverbaar. De Corolla T Sport beschikt, naast ABS en EBD, standaard over meer veiligheidssystemen dan de Linea Terra en facelift Linea Sol uitvoeringen:
- noodstopbekrachtiging (Brake Assist);
- voertuigstabiliteitsregeling (VSC);
- antidoorslipregeling (TRC).[19]

Vanaf modeljaar 2005 kreeg ook de T Sport een facelift. De 1,8 liter VVTL-i benzinemotor bleef geheel ongewijzigd. De transmissie kreeg gewijzigde kabelbediening voor schakelbewegingen met meer gevoel. Het uiterlijk veranderde sterk: standaard een andere voor- en achterbumper, en optioneel een andere voorbumper. Verder kreeg hij een sportief honingraatpatroon in de grille, nieuwe sideskirt, grotere buitenspiegels, spoilers, T Sport typeaanduiding instaplijsten en speciaal ontworpen geluidsisolerend glas. De wijzigingen aan het exterieur kwamen ten goede aan de stabiliteit op hogere snelheden. Schroefveren, schokdempers, stabilisatorstangen en trillingsdempers werden allemaal nieuw ontworpen. Het onderstel werd 15-20 millimeter verlaagd en standaard werd een reactiearm met demping tussen de veerpoten zowel voor als achter geplaatst, welke een primeur was in deze klasse. Het interieur werd aangepast met een vernieuwd instrumentarium met witte wijzerplaten, andere stoelbekleding (optioneel met alcantara-bekleding), aluminium sportpedalen, en een ander stuur. Tegen meerprijs was ook een shortshifter leverbaar. Door verbeteringen van aerodynamische beschermplaten onder de voor- en achteras werd de luchtweerstand verlaagd naar 0,29. Daarmee was de facelift Corolla T Sport een van de beste in het segment. Het aantal stuuromwentelingen werd verkleind van 3,5 naar 3,2 wat een directer stuurgevoel geeft. De T Sport werd vanaf de facelift voorzien van rebound veren die de auto bij stevig bochtenwerk de juiste kant opstuurt.
De Corolla T Sport was verkrijgbaar vanaf €28.190,-.
De laatste Corolla T Sport werd verkocht in oktober 2005. Dit model kon niet voldoen aan de Euro IV-norm en werd daarom geschrapt. In totaal zijn in Nederland 231 Toyota Corolla T Sport-modellen verkocht.

### T Sport Compressor

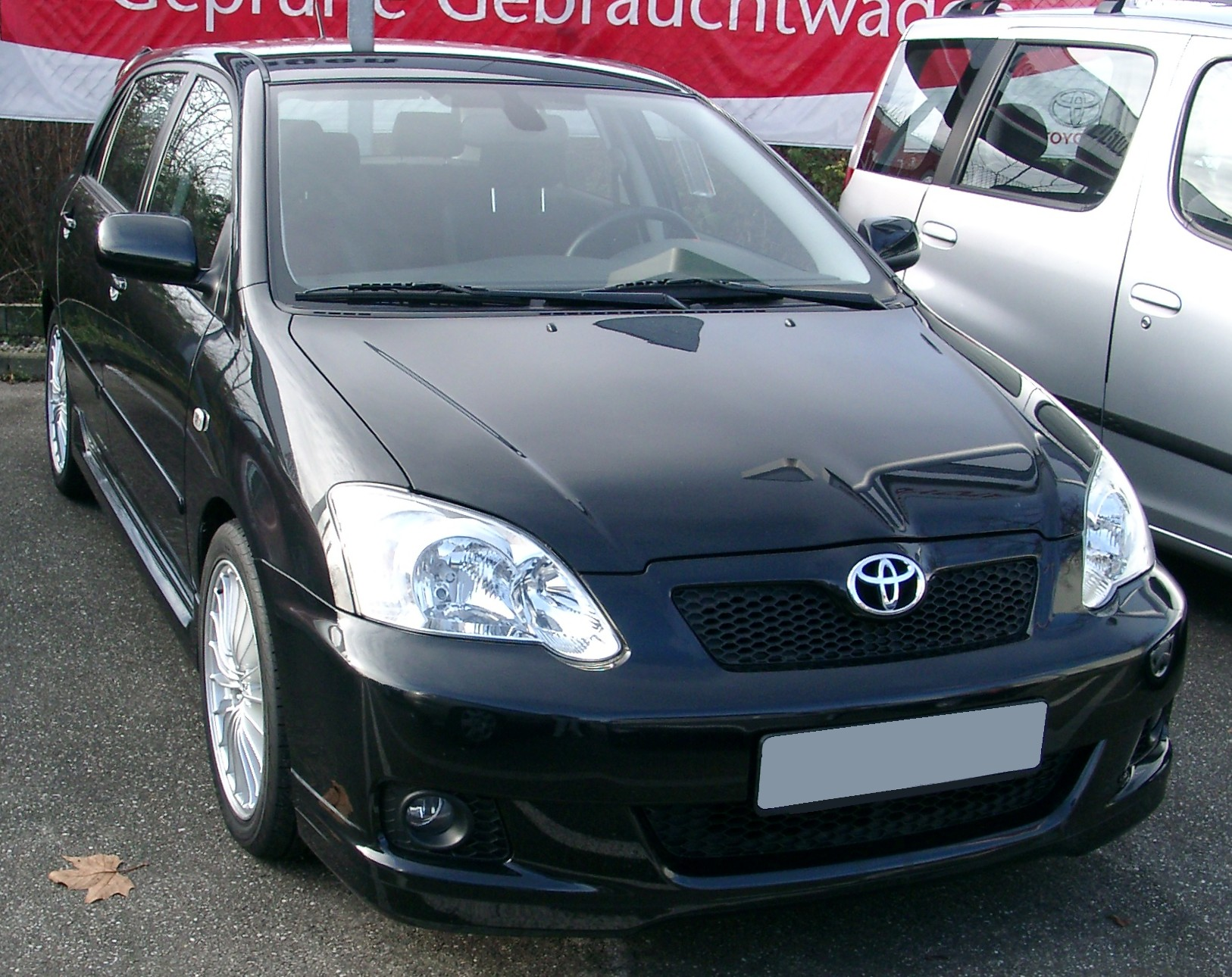
Toyota Corolla T Sport Compressor

Gelijktijdig met de facelift kwam Toyota Motorsport GmbH met een gelimiteerde productie van de Corolla met een compressor. Voor dit model waren unieke opties beschikbaar, zoals een speciaal ontworpen voorbumper. De auto werd voorzien van ultralichte 17 inch lichtmetalen velgen en 215/45 Pirelli P-Zero Rosso banden. De dakspoiler die eerder nog als optie te bestellen was werd nu standaard. In het interieur onderscheidt de auto zich door een leder beklede pookknop en stuurwiel en parkeerremhendel met metallook accenten. De Compressor uitvoering is 30 mm lager dan zijn pre-facelift voorganger en heeft een sportonderstel.
De grootste verandering was dat de motor vanaf dan uitgevoerd werd met een Ogura TX12 compressor. Dit model heeft een maximale vermogen van 165 kW of 225 DIN pk bij 7800 tpm en een maximale koppel van 230 Nm bij 3600 tpm. De schakelverhoudingen voor de zesde versnelling werden licht aangepast om de hogere topsnelheid van 235 km/h mogelijk te maken.
Om te conformeren aan de Euro IV-norm werd vanaf oktober 2006 het vermogen en koppel van de Compressor-uitvoering teruggebracht naar 160 kW of 218 DIN pk bij 8200 tpm en 215 Nm bij 4000 tpm respectievelijk. De sprint van 0 naar 100 kilometer per uur bleef volgens fabrieksopgave wel gelijk (6,9 seconden).
Voor de Britse markt werden 250 rechtsbestuurde modellen geproduceerd. Een Toyota Corolla T Sport Compressor kostte bij introductie €34.990,- of £19.995,-.

### Anniversary modellen
In november 2005 kondigde Toyota aan jubileumuitvoeringen te gaan leveren. Zo vierden ze het 40-jarige bestaan en verkoop van de 30 miljoenste Corolla. Zo ontstonden de Hatchback Anniversary, Sport Anniversary, Linea Terra Anniversary en Linea Sol Anniversary.
Hatchback Anniversary
De Hatchback Anniversary werd geleverd als drie- en vijfdeurs hatchback. Dit model kwam met unieke 15 inch lichtmetalen 'Anniversary' velgen, mistlampen voor, climate control, lederen stuurwiel met audiobediening, lederen pookknop met metal look inzet, elektrisch bedienbare portierramen voor en achter, unieke 'Anniversary' bekleding, metal look in interieur en cruise control voor de 1,6 liter benzinemotor en 2,0 liter dieselmotor.
De Hatchback Anniversary kon worden voorzien van de:
- 1,4 liter benzinemotor (4ZZ-FE) met handgeschakelde transmissie met vijf versnellingen;
- 1,6 liter benzinemotor (3ZZ-FE) met zowel handgeschakelde transmissie met vijf versnellingen als viertraps automatische transmissie;
- 1,4 liter dieselmotor (1ND-TV) met zowel handgeschakelde transmissie met vijf versnellingen als M-MA/M-MT transmissie;
- 2,0 liter dieselmotor (1CD-FTV) (met intercooler) met handgeschakelde transmissie met vijf versnellingen.

De Hatchback Anniversary kon geleverd worden vanaf €19.090,-.
Sport Anniversary
De Sport Anniversary was alleen leverbaar als drie- of vijfdeurs hatchback, en kon in dezelfde carrosseriekleuren worden verkregen als de Corolla T Sport Compressor. Verder kwam dit model met 16 inch lichtmetalen velgen (dezelfde als de Corolla T Sport), 195/55/16 banden, mistlampen voor, climate control, lederen stuurwiel met audiobediening, lederen pookknop met metal look inzet, elektrisch bedienbare portierramen voor en achter, side en rear skirts in kleur, dakspoiler in kleur, unieke 'Anniversary' bekleding, metal look in interieur en cruise control voor de 1,6 liter benzinemotor en 2,0 liter dieselmotor.
De Sport Anniversary kon worden voorzien van de:
- 1,6 liter benzinemotor (3ZZ-FE) met zowel handgeschakelde transmissie met vijf versnellingen als viertraps automatische transmissie;
- 2,0 liter dieselmotor (1CD-FTV) (met intercooler) met handgeschakelde transmissie met vijf versnellingen.

De Sport Anniversary kon geleverd worden vanaf €21.490,-.
Wagon Linea Terra Anniversary
Sedan Linea Terra Anniversary
Wagon Linea Sol Anniversary
Sedan Linea Sol Anniversary

### S-Line
Van februari 2005 tot en met november 2005 was de Corolla hatchback met 1,6 liter benzinemotor leverbaar als sportieve S-Line. Deze uitvoering werd standaard geleverd met metallic lak, achterskirt en sideskirts, lederen stuurwiel met blauw stiksel, audiobediening op het stuur, pookknop in leder met chroom, carbon inserts in het dashboard, speciale blauwe bekleding en mistlampen voor. Optioneel kon men kiezen voor S-Line 16 inch lichtmetalen velgen in combinatie met Yokohama C-drive banden.
De Corolla S-Line was verkrijgbaar vanaf €19.590,-.

### Executive
De Executive uitvoering is een rijk uitgeruste uitvoering leverbaar voor alle carrosserievormen. Zo kwam deze standaard met lederen bekleding, 15 inch lichtmetalen velgen en mistlampen voor. Deze uitvoering was leverbaar van juni 2004 tot november 2005. Deze uitvoering was leverbaar met:
- 1,4 liter benzinemotor (4ZZ-FE) met handgeschakelde versnellingsbak voor de drie- en vijfdeurs hatchback;
- 1,6 liter benzinemotor (3ZZ-FE) met handgeschakelde en automatische versnellingsbak voor de drie- en vijfdeurs hatchback, sedan en stationwagen;
- 1,4 liter dieselmotor (1ND-TV) met handgeschakelde en automatische versnellingsbak voor de drie- en vijfdeurs hatchback, sedan en stationwagen;
- 2,0 liter dieselmotor (1CD-FTV) met handgeschakelde versnellingsbak voor de drie- en vijfdeurs hatchback, sedan en stationwagen.

De carrosseriekleur 3Q3 Regency Red niet verkrijgbaar was voor de Executive uitvoering.

## Buiten Europa

### Japan
Op 28 augustus 2000 begon in Japan de verkoop van de negende generatie Corolla. In Japan worden de sedan (Corolla), hatchback (Corolla RunX en Allex) en stationwagen (Corolla Fielder) van elkaar onderscheiden.
Corolla (sedan)
In april 2004 kreeg de sedan een facelift waarbij grootste verandering zichtbaar was door de vernieuwde koplampen.
X Assista Package
De X Assista Package uitvoering is de meest eenvoudige uitvoering van de sedan, bedoeld voor de bedrijfsautomarkt. Dit model is uitgerust met koplampen met halogeen verlichting, instrumentenpaneel zonder toerenteller, handbediende airconditioning, uitschuifbare antenne in de A-stijl, speciaal ontworpen 14 inch stalen velgen voor dit model (bandenmaat 175 / 70R14 84S, velgenmaat 14 × 5.5J), het grille-embleem is niet het standaard Japanse New Century Value-logo gebruikelijk voor de negende generatie, de grille en deurgrepen zijn niet in carrosseriekleur uitgevoerd en de carrosserie was slechts in een beperkt aantal kleuren leverbaar. Het interieur was eenvoudig grijs gekleurd en het geluidsisolerende materiaal was van een lagere kwaliteit in vergelijking tot de andere modellen.
De X Assista Package kon geleverd worden met de:
- 1,3 liter 2NZ-FE benzinemotor;
- 1,5 liter 1NZ-FE benzinemotor (optioneel met vierwielaandrijving);
- 2,2 liter 3C-E dieselmotor.

X
Het X model was de meest eenvoudige uitvoering leverbaar voor reguliere consumenten. Net als het X Assista Package model beschikt dit model over instrumentenpabeel zonder toerenteller, handbediende airconditioning, antenne in de A-stijl en 14 inch stalen wielen met wieldoppen. Het X model werd wel standaard geleverd met het New Century Value-logo en de deurgrepen zijn wel in carrosseriekleur uitgevoerd. Latere modellen kregen wel standaard een instrumentenpaneel met toerenteller en automatische airconditioning.
De X geleverd worden met de:
- 1,3 liter 2NZ-FE benzinemotor;
- 1,5 liter 1NZ-FE benzinemotor;
- 2,2 liter 3C-E dieselmotor.

X Limited
De X Limited-uitvoering kwam met dezelfde motoren als de standaard X-uitvoering. De X Limited was leverbaar in vier kleuren en een parelmoer mica optie. Daarnaast heeft deze uitvoering standaard UV-werend glas, centrale deurvergrendeling, in carrosseriekleur uitgevoerde buitenspiegels en andere opties standaard. 
X Limited Navi Special
De X Limited Navi Special kwam met dezelfde motoren als de standaard X-uitvoering. Daarnaast kwam deze met alle opties van de X Limited, met daarnaast een navigatiesysteem en zes speakers.
X HID Selection
Deze uitvoering is gebaseerd op de X-uitvoering en werd verder geleverd met xenon verlichting en automatische airconditioning.
X HID Limited
De X HID Limited werd geleverd vanaf mei 2005 met de 1,5 liter 1NZ-FE benzinemotor met handgeschakelde transmissie met vijf versnellingen. Optioneel kon gekozen worden voor een viertraps automaat en vierwielaandrijving. Deze uitvoering kwam met een houten dashboard en was alleen leverbaar in beige metallic.
X HID 40th Anniversary Limited
Deze uitvoering is de meest luxe uitvoering die beschikbaar was van de X. Deze was leverbaar met alle motoren waarmee de X-uitvoering geleverd kon worden, en kwam met xenon verlichting, automatische airconditioning, een digitaal paneel voor de klimaatregeling, suède-achtige bekleding, houten interieurpanelen.
XL Package
De XL Package-uitvoering is een variatie op de X-uitvoering en heeft elektrische buitenspiegels, waterafstotende buitenspiegel en UV-werend glas.
XL Package Navi Edition

De XL Package Navi Edition komt met een navigatiesysteem en zes speakers naast de andere opties van de standaard XL Package.

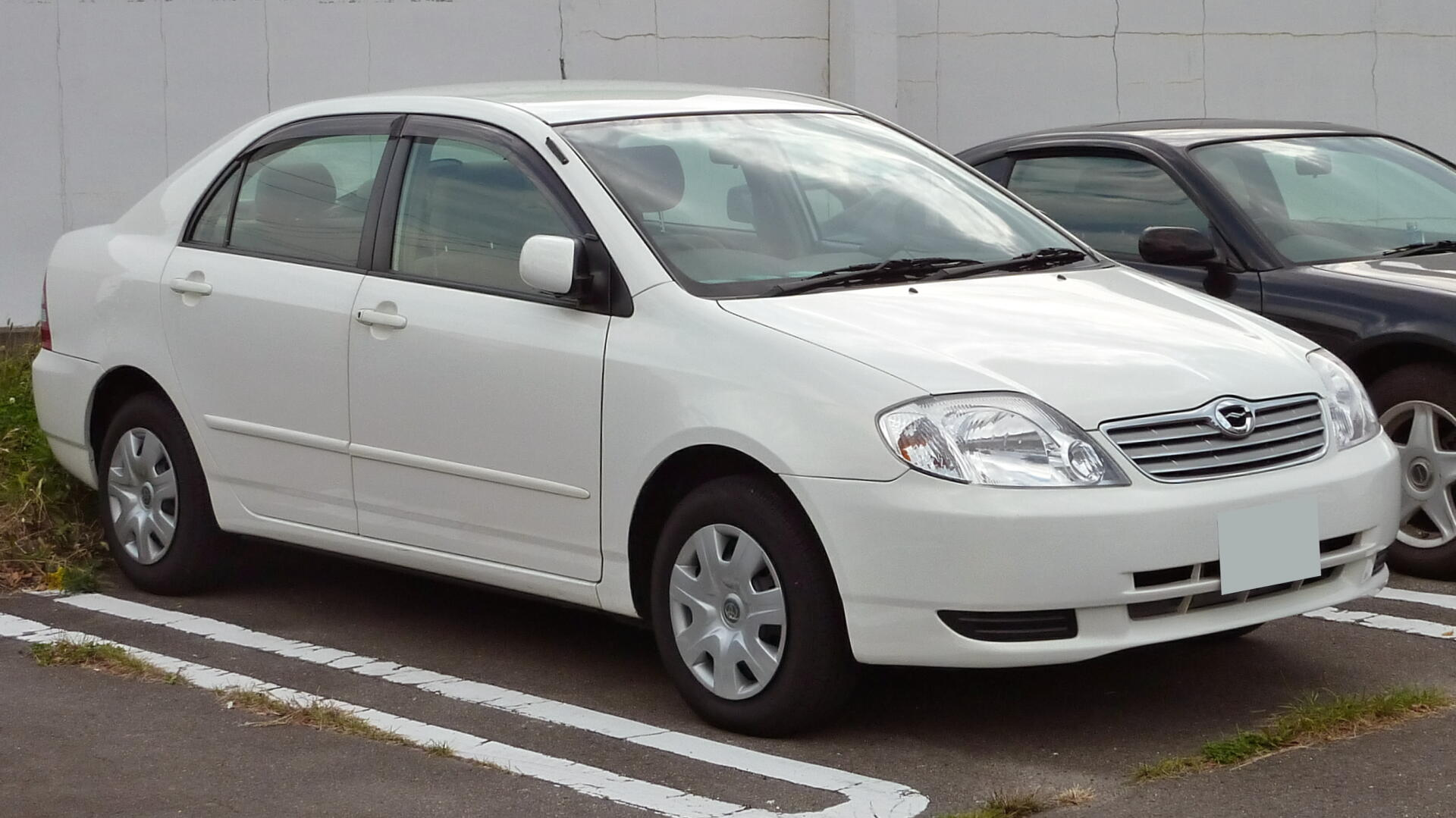
Japanse 2004 Toyota Corolla X 1,5 liter 1NZ-FE benzinemotor
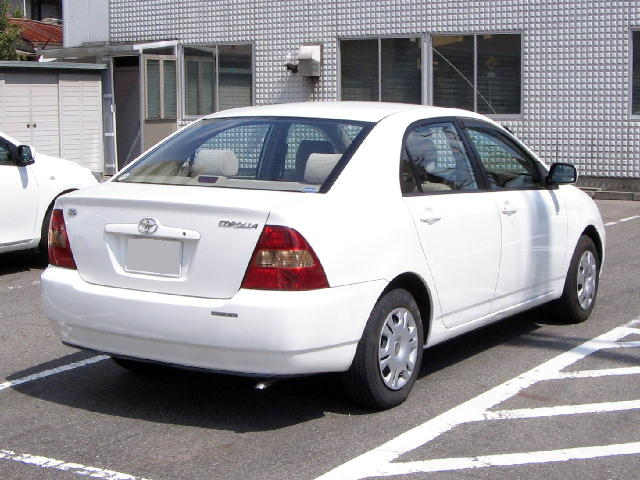
Japanse 2004 Toyota Corolla X 1,5 liter 1NZ-FE benzinemotor, achteraanzicht

G
Dit model heeft alle uitrustingen die het X model ook heeft. De G kon geleverd worden met zowel voorwiel- als vierwielaandrijving. Daarnaast zit de radio-antenne op de achterruit, standaard instrumentenpaneel met toerenteller, automatische airconditioning, vier speakers, zonneklep met make-up spiegel, armsteun voor met twee opbergvakken en armsteun achter. Als optie kon gekozen worden voor lichtmetalen velgen (bandenmaat: 185 / 70R14 88S & velgenmaat: 14 × 6J) en een elektrisch schuif- en kanteldak.
Het G model werd geleverd met de:
- 1,5 liter 1NZ-FE benzinemotor;
- 2,2 liter 3C-E dieselmotor.

G Limited
De G Limited-uitvoering is een rijk uitgeruste versie van de standaard G-uitvoering, en komt met multifunctionele radio met cd- en cassettespeler en vier speakers. Daarnaast waren exclusieve kleuren beschikbaar.
G Limited Navi Edition
Deze editie komt met navigatiesysteem en zes speakers.
G Limited Navi Special
De G Limitede Navi Special komt met navigatiesysteem met zes speakers, UV-werend glas en zonnewerende coating op de voorruit met andere opties.
GL Package
Deze uitvoering komt met xenon verlichting en houten panelen in het interieur.
GL Package Navi Edition
Hetzelfde als de GL Package-uitvoering met navigatiesysteem en zes speakers.
Luxel
Het Luxel model is de meest compleet uitgeruste sedan Corolla en vormt een brug naar de grotere Camry. Zo is de Luxel voorzien van een zonnestreep op de voorruit, Optitron instrumentepaneel (net zoals de Linea Sol en T Sport modellen in Europa), met leder beklede stuurwiel en schakelpook, houtpatroon dashboard en elektrisch verstelbare voorstoelen. Als optie kon gekozen worden voor 15 inch lichtmetalen velgen (bandenmaat: 195 / 60R15 88H & velgenmaat: 15 × 6J), VSC, schijfremmen achter en een elektrisch schuif- en kanteldak.
De Luxel werd geleverd met de 1,8 liter 1ZZ-FE benzinemotor.
Luxel Navi Edition
Met navigatiesysteem en zes speakers.
Luxel Premium Edition
Deze uitvoering is zo goed als volledig vergelijkbaar met de 'normale' Luxel. Dit model voegde lederen bekleding en een 4-spaak stuurwiel.
Corolla RunX en Allex (hatchback)
De verkoop van de hatchback modellen startte in Japan op 24 januari 2001. De Corolla RunX (Japans: ランクス) en Allex (Japans: アレックス) worden van elkaar onderscheiden, omdat de Allex een model is dat voortkwam uit badge-engineering. De verschillen die de beide modellen vertonen zijn zeer triviaal: de Allex verschilt van de Corolla RunX met een ander ontwerp voor de grille, heeft de deurgrepen van het Corolla sedan-model (dit geldt dan alleen weer voor de speciale uitvoering van het 1,5 liter G-model en topmodel 1,8 liter Luxel) en de deurstijlen zijn (tot de middenstijl) niet met stof bekleed. De modelnamen RunX en Allex worden in het Engels toegepast. In Japan is de hatchback alleen geleverd met vijf deuren. Veder waren bijzondere uitvoeringen leverbaar voor dit model: Aero Tourer (S Edition) met spoilerpakketten en G Edition met automatische airconditioning, getint glas, achterspoiler en vier speakers.
Een Toyota Allex en Toyota Corolla RunX kostten, afhankelijk van de uitvoering, ¥1.348.000 tot ¥2.142.000 yen.
X (Corolla RunX) of XS150 (Allex)
De basisuitvoering van de hatchback is het X/XS150 model. Dit model kon zowel voorwiel- als vierwielaangedreven uitgevoerd zijn. Verder kwam deze uitvoering met een viertraps automatische transmissie.

De Corolla RunX X of Allex XS150 werd geleverd met de 1NZ-FE benzinemotor.

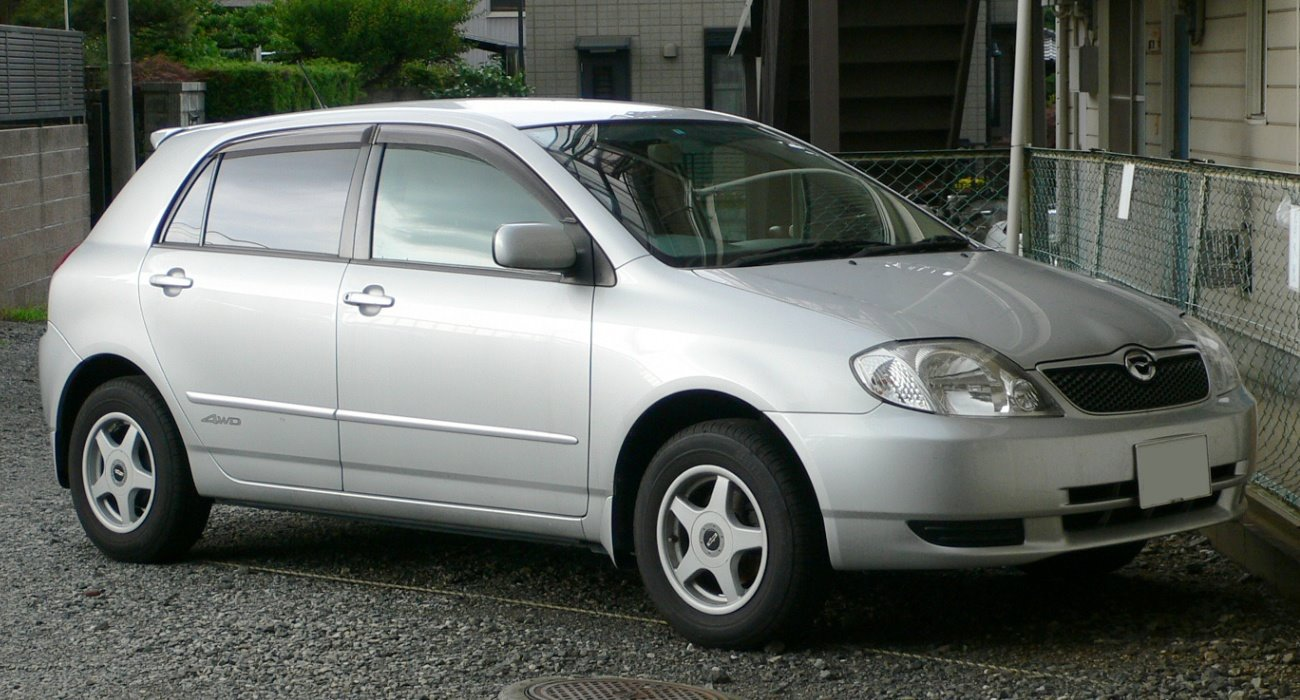
Japanse 2001 Toyota Corolla RunX X 4WD met 1NZ-FE benzinemotor
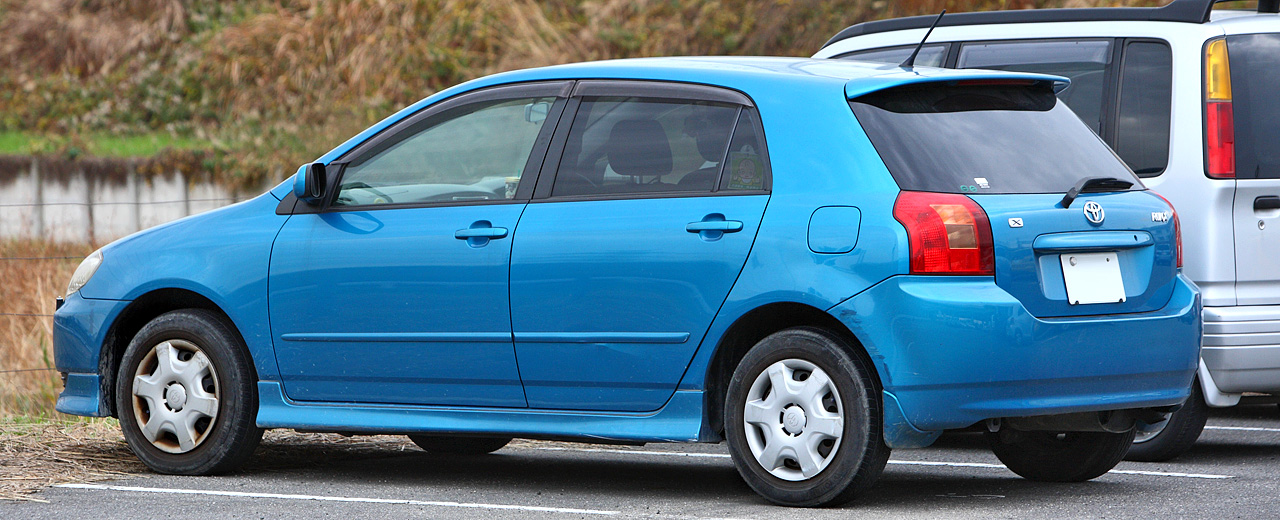
Japanse 2001 Toyota Corolla RunX X 4WD met 1NZ-FE benzinemotor, achteraanzicht

S (Corolla RunX) of XS180 (Allex)
De Corolla RunX S of Allex XS180 werd geleverd met een viertraps Super ECT automatische transmissie, kon zowel voorwiel- als vierwielaangedreven uitgevoerd zijn, en de schakelpook is anders vormgegeven om zich te onderscheiden van de X uitvoering.
De Corolla RunX S en Allex XS180 werd geleverd met de 1ZZ-FE benzinemotor.
Z (Corolla RunX) of RS180 (Allex)
Dit is de sportieve uitvoering van de hatchback modellen. Dit model werd standaard geleverd met een handgeschakelde transmissie met zes versnellingen.
De Corolla RunX Z en Allex RS180 werd geleverd met de 2ZZ-GE benzinemotor.
De Toyota Corolla RunX Z Aero Tourer is speelbaar in de PlayStation 3-spellen Gran Turismo 4, Gran Turismo PSP, Gran Turismo 5 en Gran Turismo 6.
Corolla RunX TRD Sports M
Dit is de meest sportieve versie van de Corolla RunX. De carrosserie werd tijdens het productieproces voorzien van extra puntlassen om de koets stijver te maken. Voor de TRD Sports M werd het inlaat- en uitlaattraject is getuned. Dit model heeft een vermogen 205 pk, 15 pk meer dan een standaard Corolla RunX Z, en de ophanging is compleet getuned.
Corolla Fielder (stationwagen)
Een Toyota Corolla Fielder kostte, afhankelijk van de uitvoering, ¥1.323.000 tot ¥2.184.000.

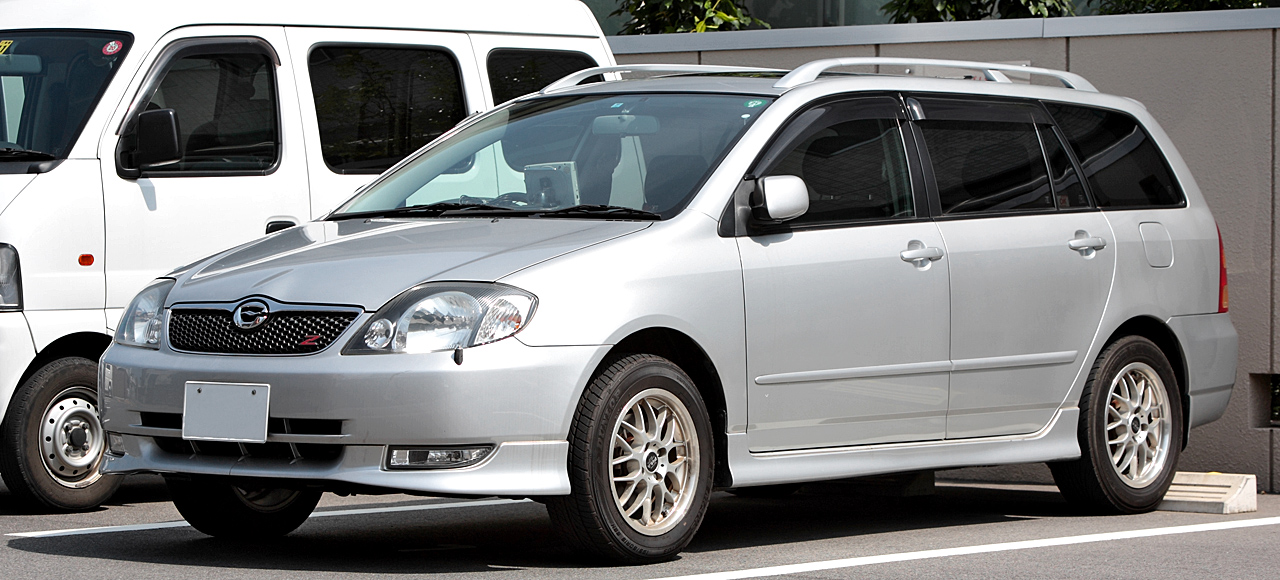
Japanse Toyota Corolla Fielder Z Aero Tourer met 2ZZ-GE benzinemotor

### Noord-Amerika

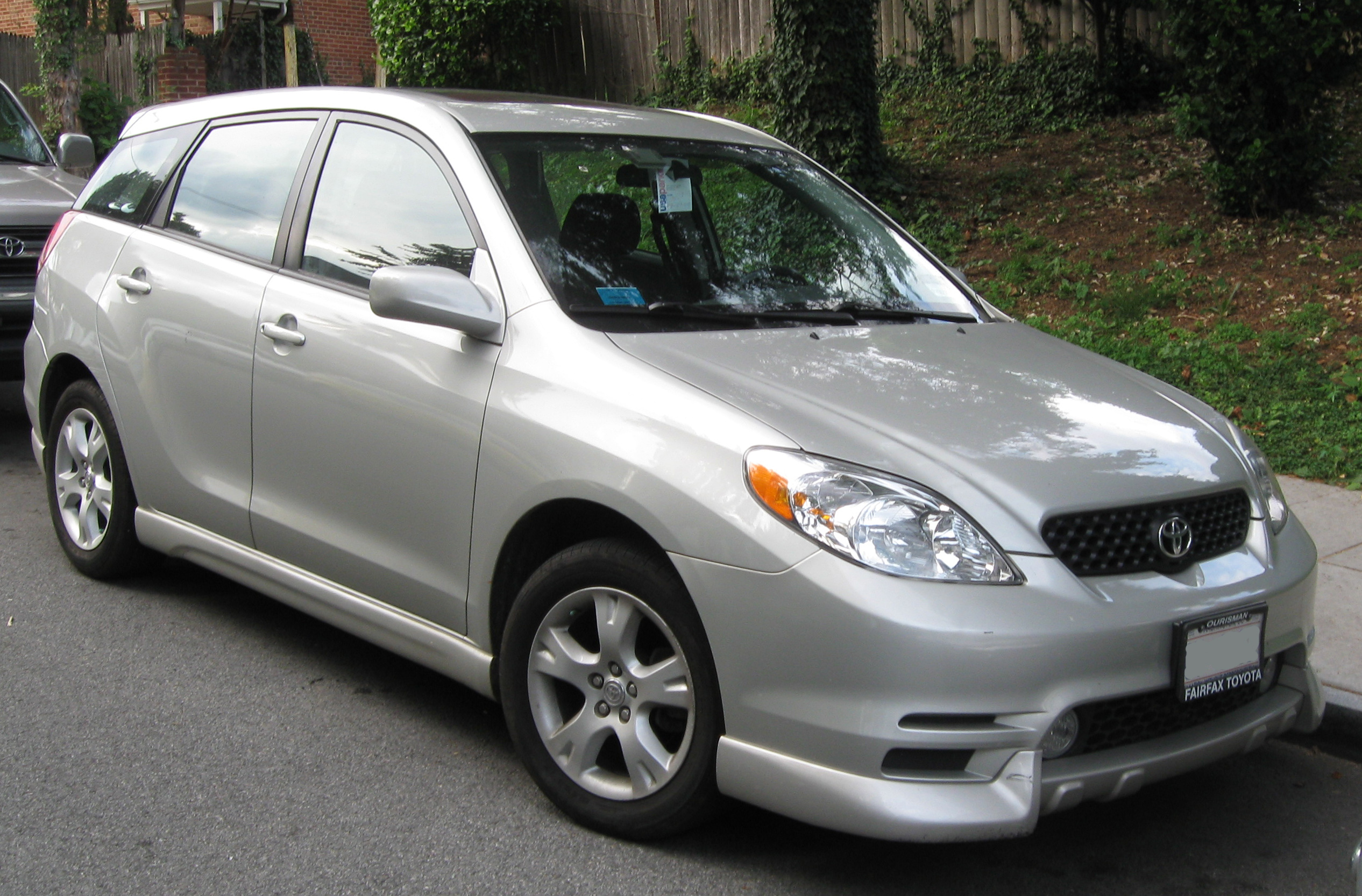
Toyota Matrix XR

De Noord-Amerikaanse Corolla van de negende generatie heeft een volledig ander ontwerp. Daarom hebben deze voertuigen een andere chassiscode: E13 of E130. De Corolla E130 is daar alleen als sedan geleverd, met daarnaast een op een MPV-lijkende hatchback op hetzelfde platform: de Toyota Matrix. Een hatchback en stationwagen carrosserievorm zijn nooit geproduceerd voor deze markt.
Het Amerikaanse model werd gepresenteerd op de North American International Auto Show van 2002.
Alle Corolla modellen op de Amerikaanse markt werden uitgerust met de 1ZZ-FE of 2ZZ-GE viercilinder lijnmotor. De transmissie kan zowel handgeschakeld met vijf versnellingen of een automatische transmissie met vier trappen zijn. Op deze markt had de 1ZZ-FE een vermogen van 97 kW (132 DIN pk) bij 6000 tpm en 170 Nm koppel 4200 tpm.
CE
Het CE ('Classic Edition') model is de basisuitvoering op de Amerikaanse markt. Dit model wordt aangedreven door de 1ZZ-FE motor. De transmissie is handgeschakeld met vijf versnellingen of automatisch met vier trappen. Standaard kwam dit model met manuele raambediening en sloten, maar had optioneel beschikking over elektronische bediening en centrale deurvergrendeling. Verder kwamen de stootstrips, zijspiegels en andere exterieurpanelen in zwart kunststof.

LE

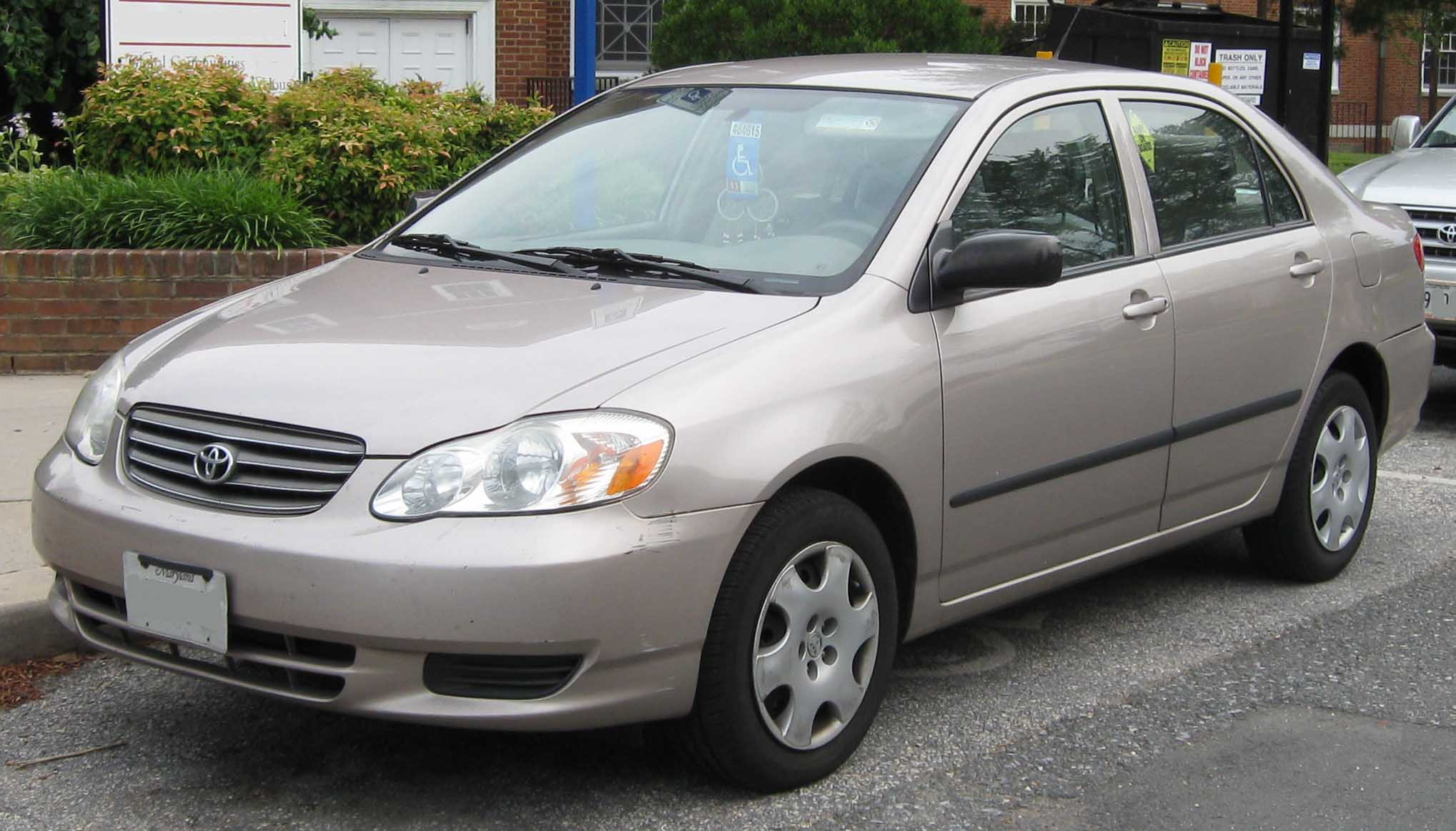
2003-2004 Toyota Corolla CE

Alle LE ("Luxury Edition') modellen worden aangedreven door de 1ZZ-FE motor. De transmissie is handgeschakeld met vijf versnellingen of automatisch met vier trappen. De LE-uitvoering heeft exterieurpanelen in de carrosseriekleur uitgevoerd, blauw instrumentariumpaneel met oranje wijzernaalden en zwarte B-stijlen. 15 Inch lichtmetalen velgen en een kofferklepspoiler waren opties.
S

Alle S (Sport) modellen worden aangedreven door de 1ZZ-FE motor. De transmissie is handgeschakeld met vijf versnellingen. De S-uitvoering heeft sideskirts, bumperspoilers voor en achter, standaard kofferklepspoiler, 15 inch lichtmetalen velgen. Sommige modellen kregen koplampen met zwarte accenten. De grille kreeg een chrome accent. Het instrumentarium heeft witte letters en een rode naald.
XRS

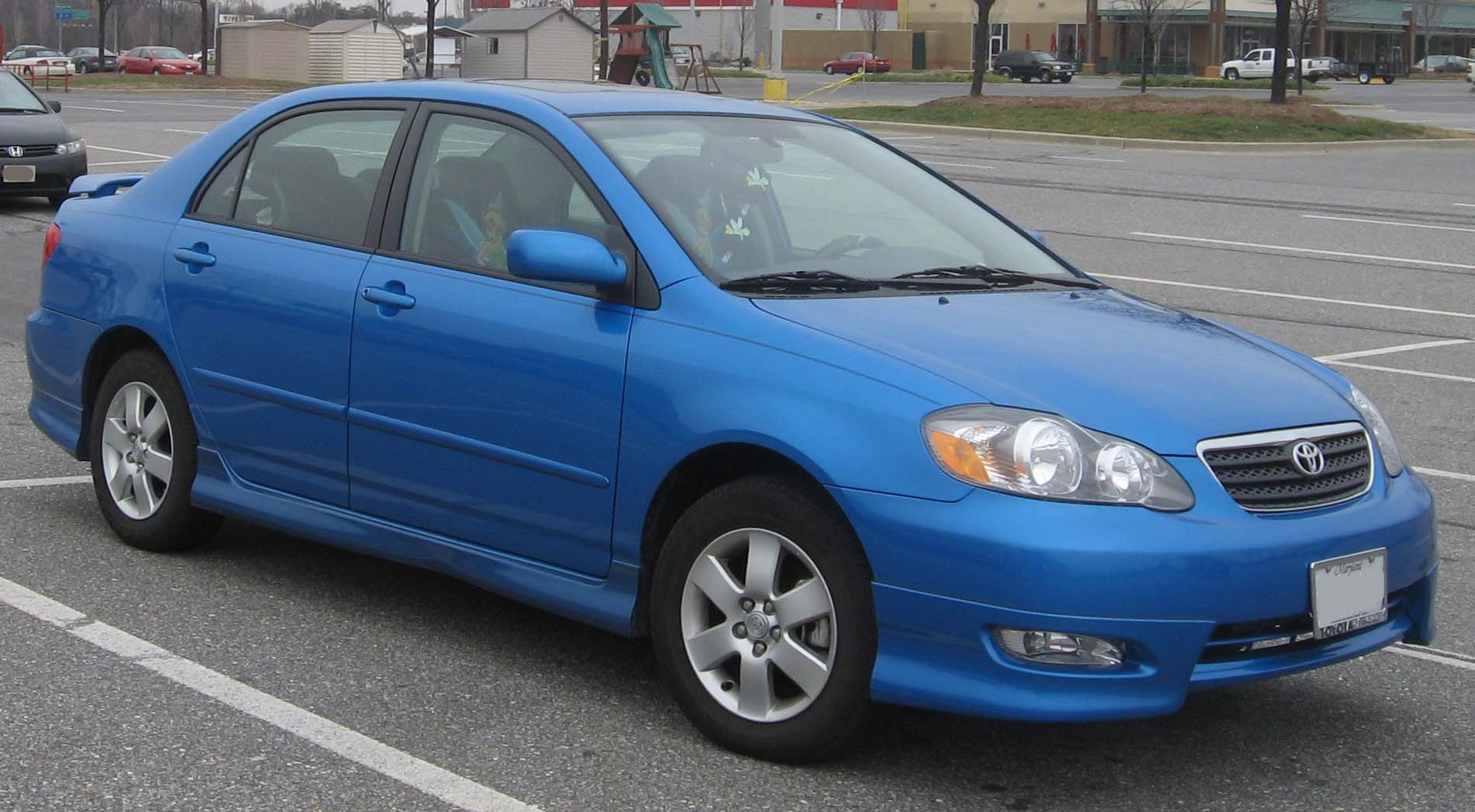
2005-2008 Toyota Corolla S

Een concept van de XRS werd onthuld in november 2003, en verkoop begon in mei 2004. De XRS heeft dezelfde 2ZZ-GE motor als de Toyota Celica T Sport en Toyota Corolla T Sport, maar heeft een vermogen van 127 kW. De XRS heeft verder dezelfde gedempte veerpootbrug als de facelift Toyota Corolla T Sport, ontworpen door Yamaha, en een verlaagd onderstel (13 mm).

2005 Toyota Corolla XRS
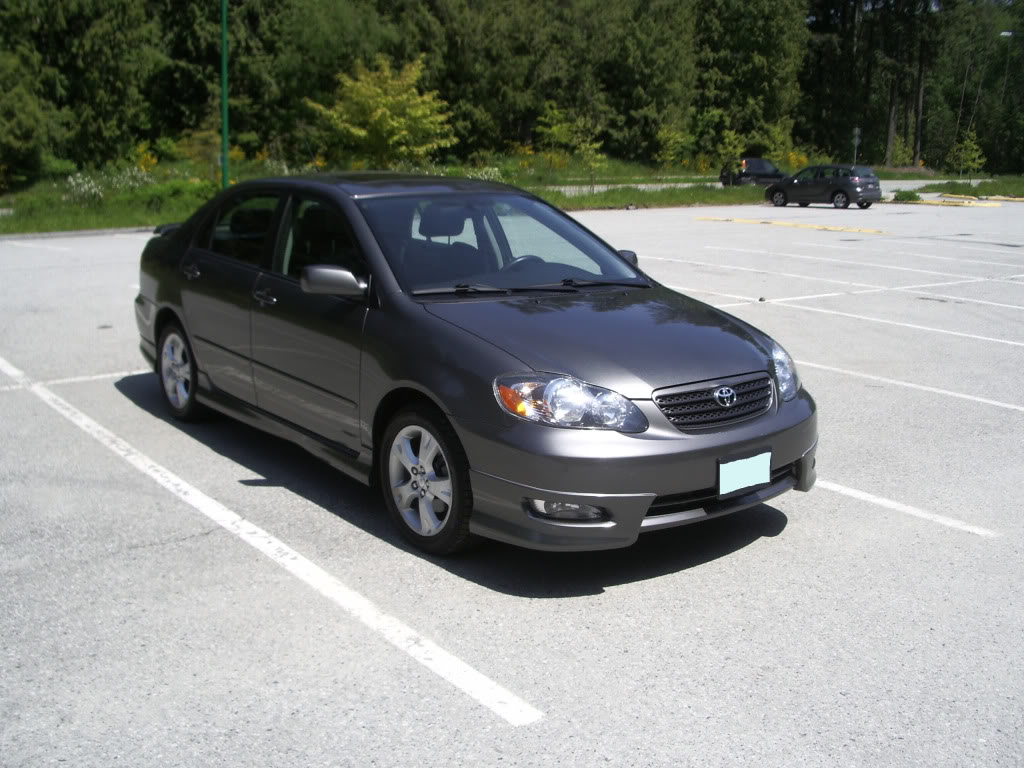
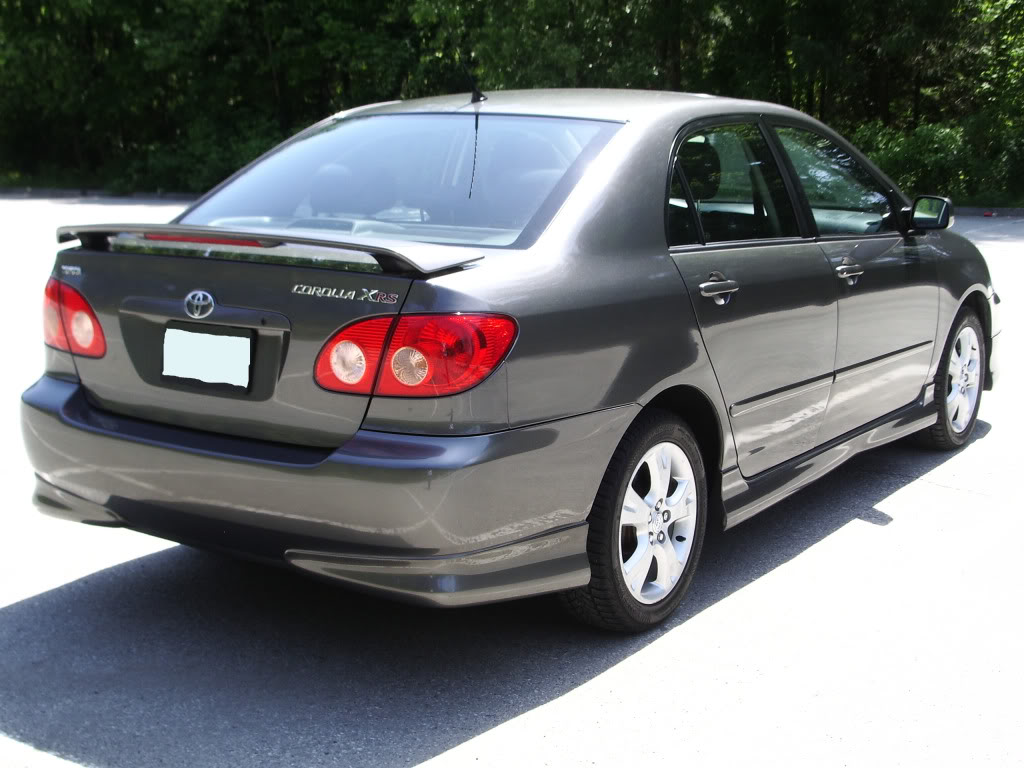
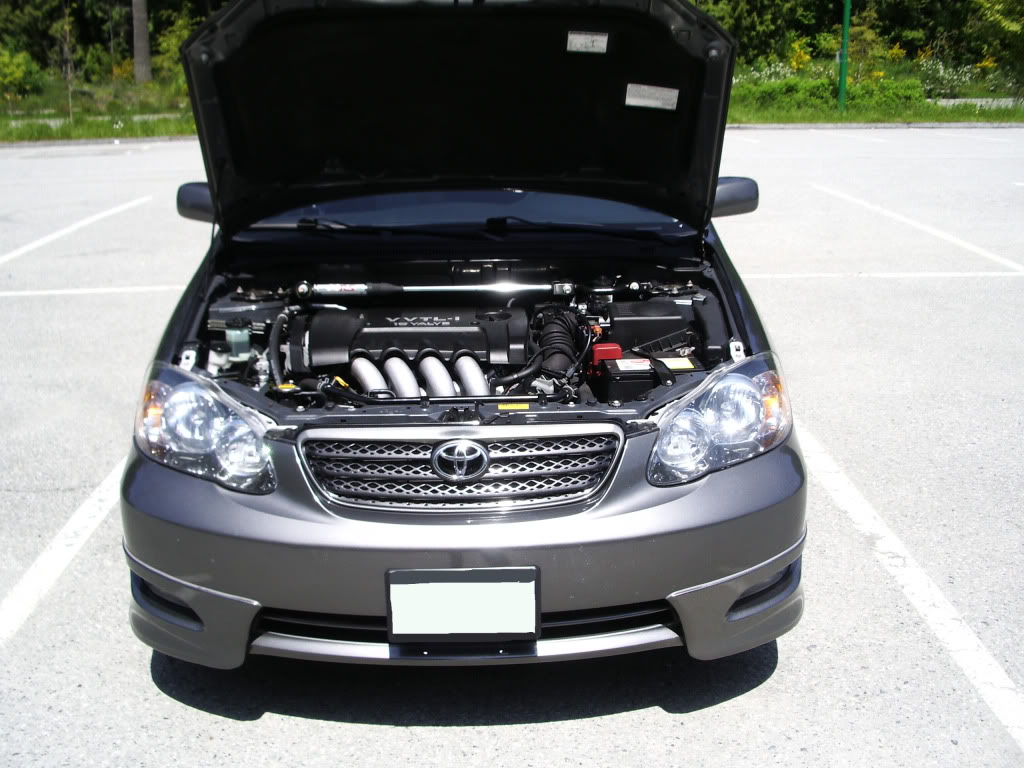

### Australië
De negende generatie was in Australië leverbaar van 2001 tot en met 2007 als hatchback (Seca), sedan (Sedan) en stationwagen (Wagon). In 2006 hadden alle Corolla's dubbele airbags voor.
Corolla Seca (hatchback)
De Corolla Seca was in Australië alleen leverbaar als vijfdeurs hatchback.
Ascent
Conquest
Na de facelift van 2003 werd een airbag voor de passagiersstoel standaard uitrusting.
Levin
Ultima
Sportivo
In 2006 werd de Sportivo geschrapt van het leveringsprogramma, omdat de 2ZZ-GE motor in huidige technische staat niet kon worden geconformeerd aan de Euro IV-emissienormen.

### Zuid-Afrika
Op de Zuid-Afrikaanse markt werd het Corolla hatchback model RunX genoemd (hetzelfde als op de Japanse markt), de stationwagen modellen heten Break, en sedan modellen Sedan.
Het is gebruikelijk voor de Zuid-Afrikaanse modellen om de motorinhoud, uitgedrukt als een honderdtal en een i erachter, te benoemen in de uitvoering. Een Corolla met 1400 cm³ motorinhoud wordt 140i genoemd.
Corolla (sedan)
GLE
De GLE uitvoering was verkrijgbaar als 140i (4ZZ-FE) of 160i (3ZZ-FE). De 160i GLE kon optioneel worden voorzien van een automatische transmissie.
GLS
De GLS uitvoering was verkrijgbaar als 140i (4ZZ-FE), 160i (3ZZ-FE) of 180i (1ZZ-FE). De 180i GLS kon optioneel worden voorzien van een automatische transmissie.
Sprinter
De Corolla Sprinter is een sportief aangeklede uitvoering. Hij was verkrijgbaar als 140i, 160i en 180i. De Sprinter heeft dezelfde 16 inch velgen als de RunX RSi modellen.
GSX
De GSX uitvoering was verkrijgbaar als 180i met 1ZZ-FE motor. Vanaf augustus 2004 kon deze gekoppeld worden aan een automatische transmissie.
RunX (hatchback)
De Toyota RunX was beschikbaar vanaf februari 2003.
R
De meest eenvoudige uitvoering van de RunX, met 4ZZ-FE benzinemotor, kostte ZAR 122770.
RT
RS
RX
RSi
De Toyota RunX RSi wordt aangedreven door de 2ZZ-GE benzinemotor, en levert een vermogen van 141 kW bij 7800 tpm.
RSi TRD
Van deze uitvoering, gebaseerd op de RunX RSi, zijn slechts 200 exemplaren gebouwd. Deze uitvoering kwam met TRD schokdempers, verlagingsveren en chassisverstevigingen. De RunX 180 RSi TRD kostte ZAR 222300.

### Brazilië
Voor de Braziliaanse markt ontwikkelde Toyota voor de 1ZZ-FE vier-in-lijn benzinemotor aanpassingen zodat deze motor gebruikt kan worden met benzine dat een hoog ethanolgehalte (≤85%) bevat. Deze aangepast motor heeft een andere motorcode gekregen: 1ZZ-FBE. Bijzonder is dat deze motoren dezelfde vermogensoutput hebben op zowel ethanol als op benzine. Dit type brandstof is populair in Brazilië vanwege het grote aanbod van bio-ethanol. Dit model ging de Corolla Flex (sedan) en Corolla Fielder Flex (stationwagen) heten. Door de aanpassingen kan op zowel E10 (10% bio-ethanol) benzine als op E85 (85% bio-ethanol) benzine gereden worden.

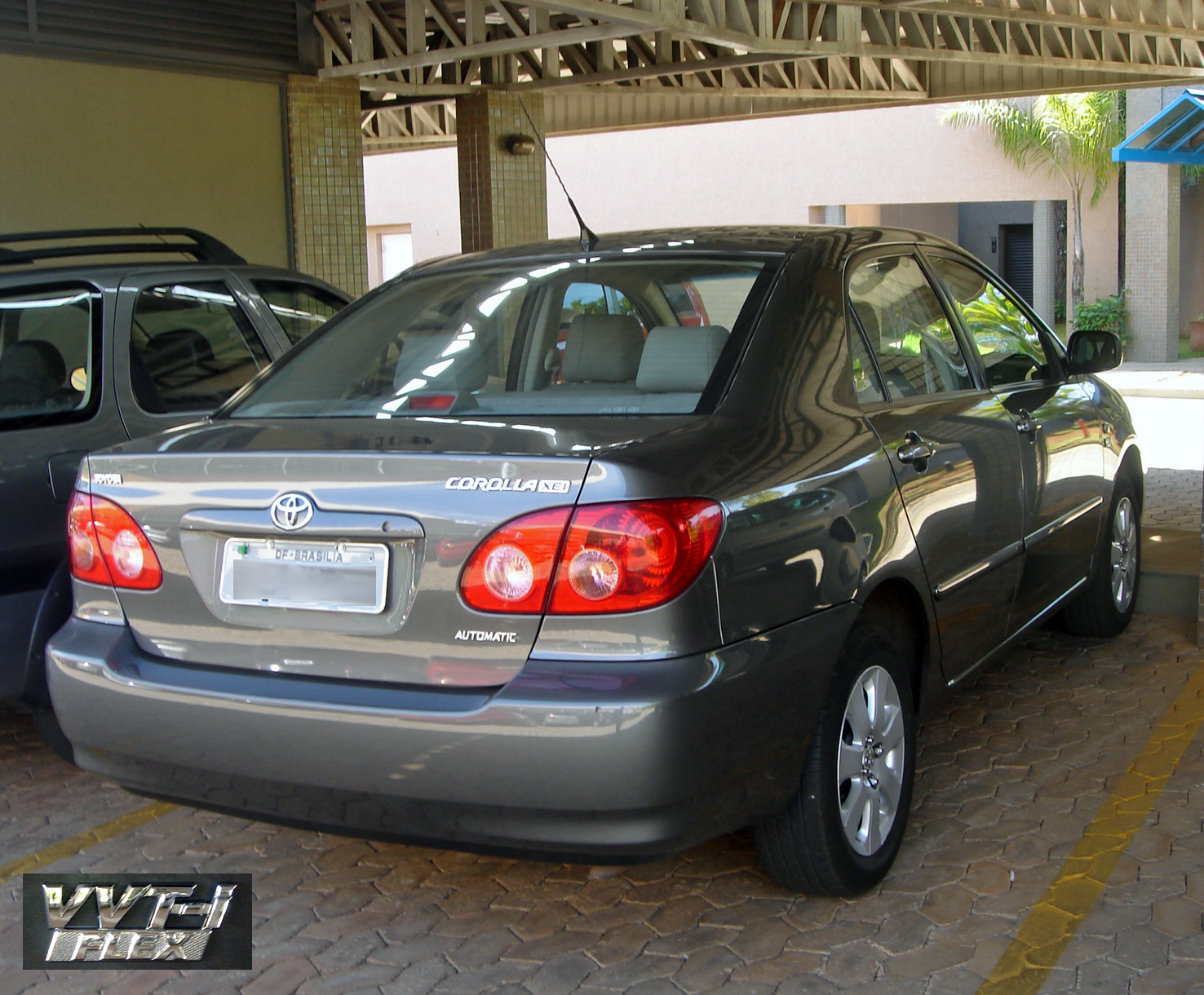
Braziliaanse Corolla Flex, achterzijde

In de Braziliaanse deelstaat Paraná gebruikte de militaire politie de Toyota Corolla E12 Wagon als dienstvoertuig.

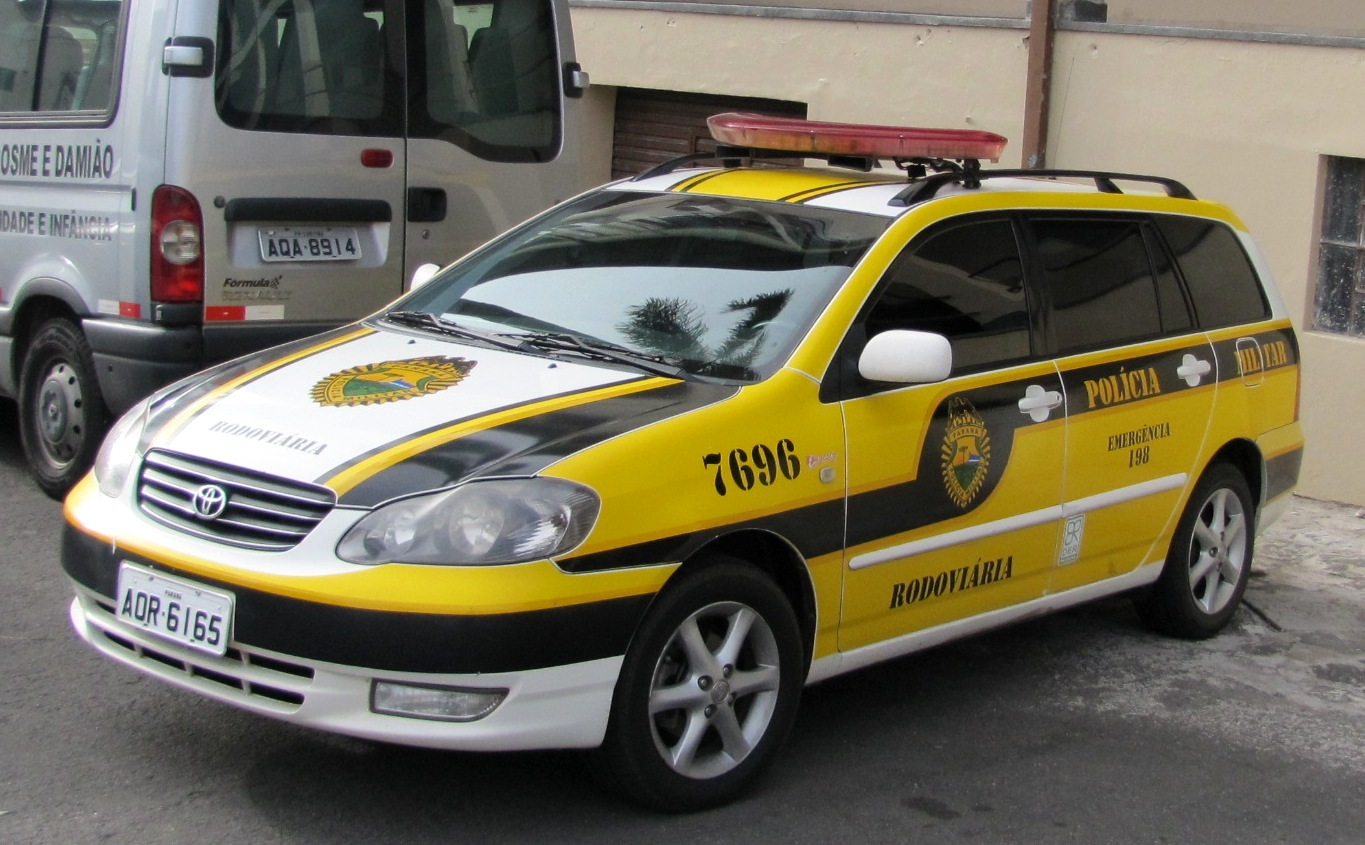
Braziliaanse Toyota Corolla E12 Wagon van de militaire politie in de deelstaat Paraná

### China
Van februari 2004 tot 17 februari 2017 werd in China, onder licentie van Toyota, door de joint venture Tianjin FAW Toyota Motor Co Ltd. de negende generatie (verder) geproduceerd. Dit model werd gebaseerd op het E130 chassis (zie eerste foto). Dit model ging Toyota Corolla EX (ZRE120L) heten, en werd uitgerust met de 1ZR-FE Dual VVT-i en Valvematic benzinemotor. In 2013 kreeg dit model een facelift.

Chinese modellen
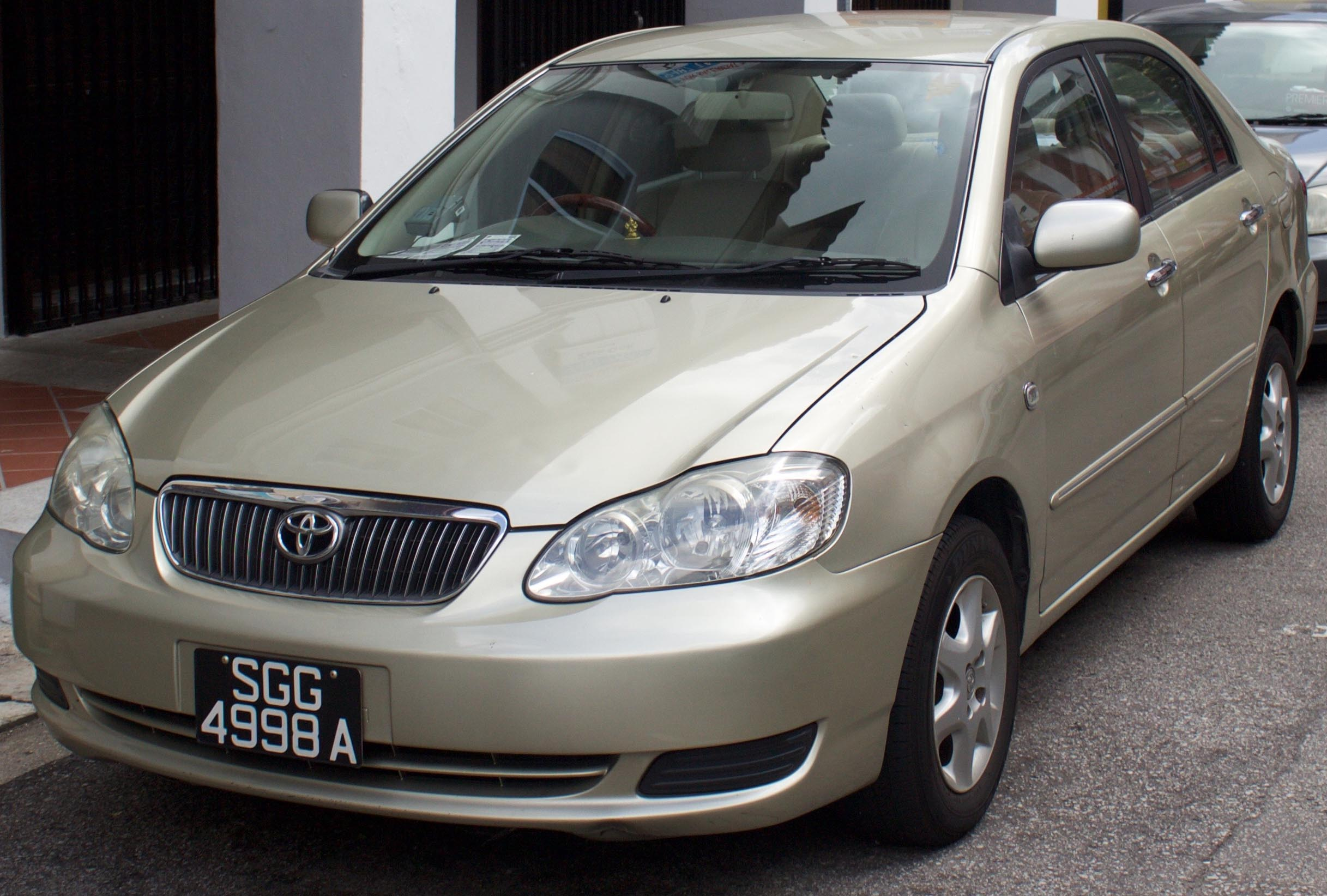
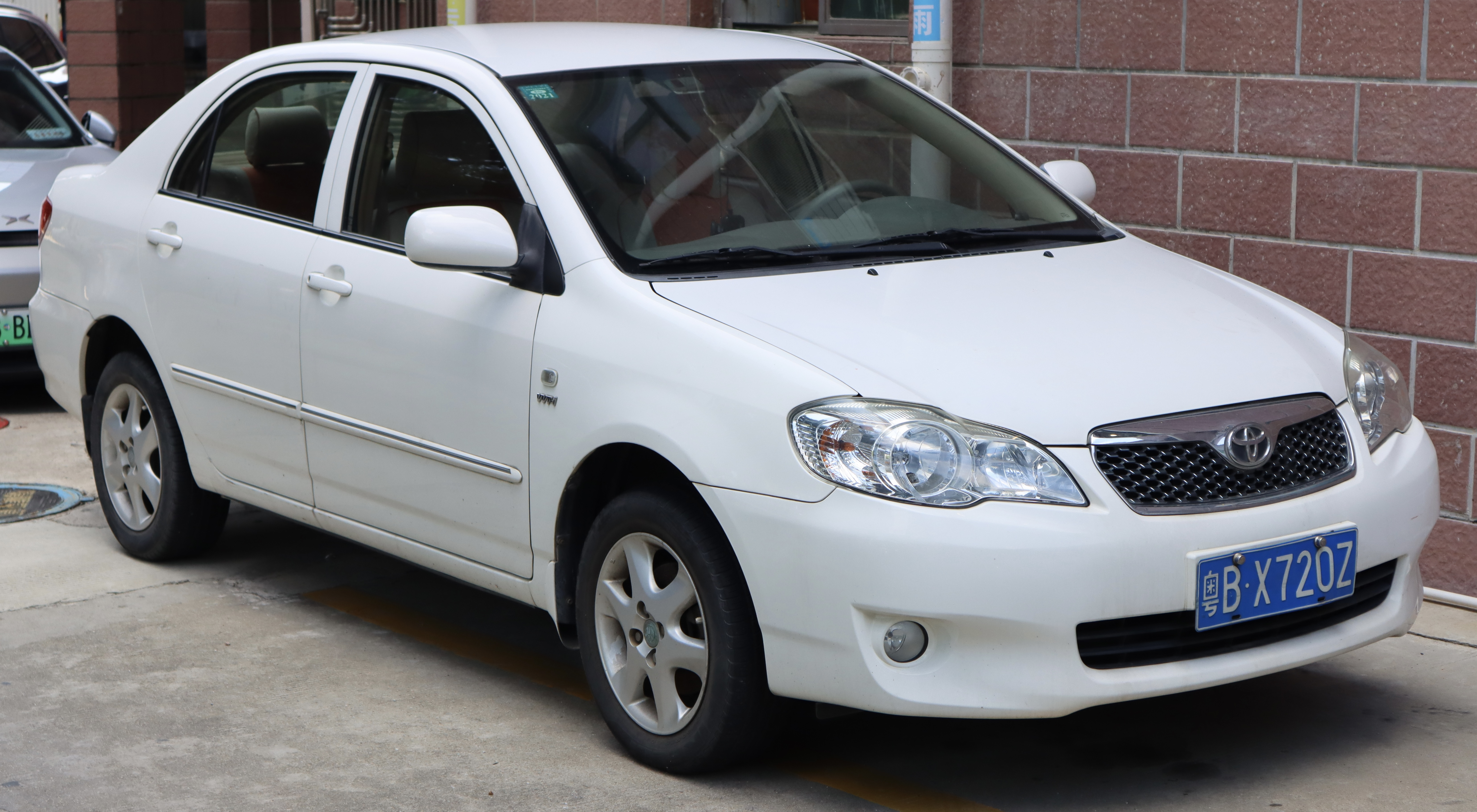
Eerste facelift
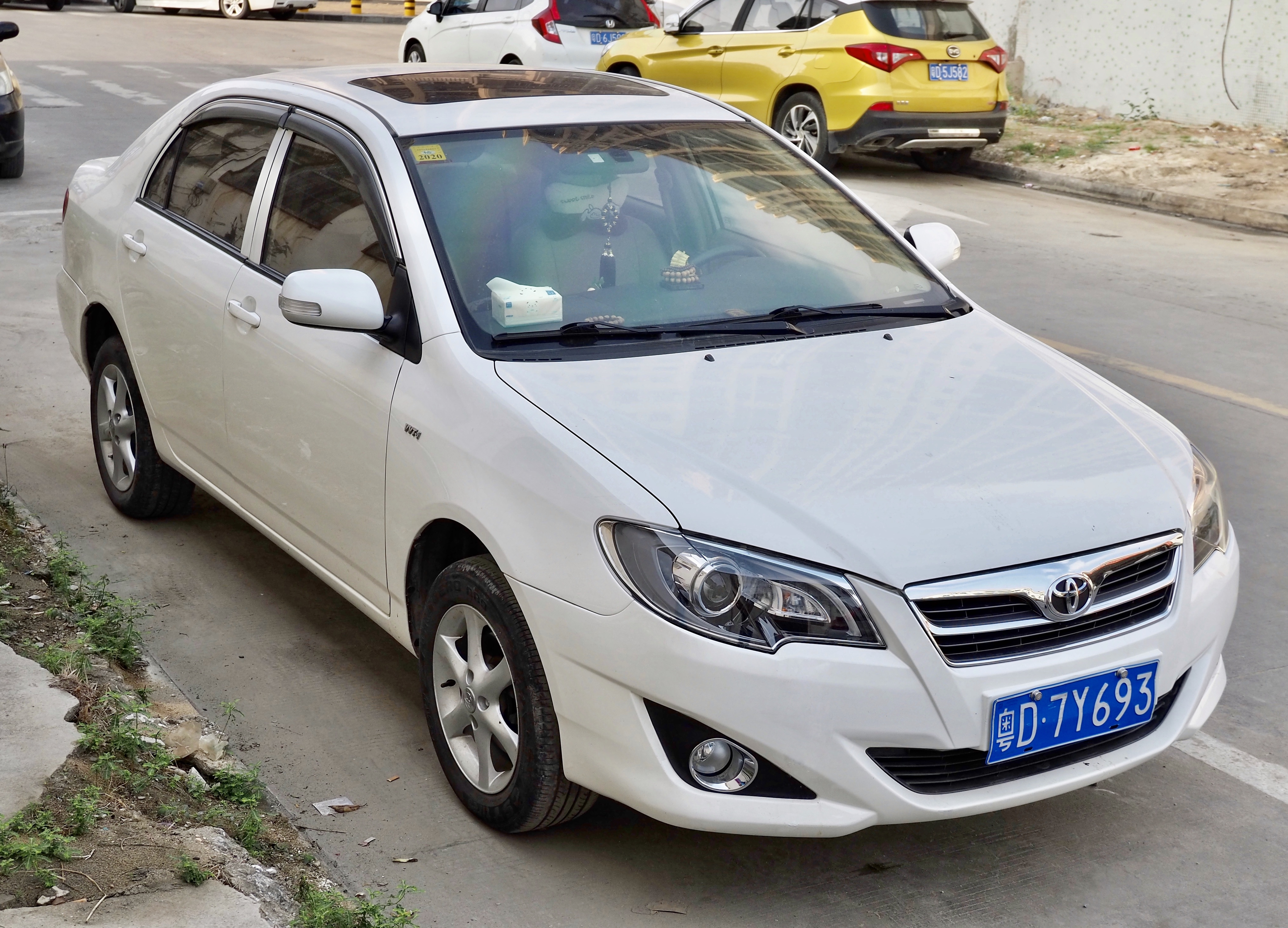
Tweede facelift (ZRE120L)

## Tests en prijzen
Het Britse What Car? benoemde in 2002 de negende generatie Corolla vijfdeurs hatchback met 1,6 liter benzinemotor tot auto van het jaar 2002.
AutoWeek testte:
- 2002 Toyota Corolla 2.0 D4D Linea Sol;
- 2002 Toyota Corolla 1.8 VVTL-i T Sport;[63]
- 2002 Toyota Corolla Verso 1.6 VVT-i;[63]
- Toyota Corolla sedan 1.6 VVT-i Linea Sol;
- Facelift modellen;[64]

## Autosport
De Toyota Corolla E12 wordt en is gebruikt in verschillende soorten autosport over de gehele wereld.
WTCC seizoen 2006 en 2007
In 2006 en 2007 werd een Toyota Corolla T Sport gebruikt tijdens de races op het Tsjechische parcours Automotodrom Brno. Duitse autocoureur Philip Geipel reed voor raceteam TFS Yaco Racing. Hij werd in het seizoen van 2006 tijdens de eerste race eenentwintigste en viel uit tijdens de tweede race. In het seizoen van 2007 werd hij tweeëntwintigste bij de eerste race en negentiende na de tweede race.
2006 NGK Rally of Melbourne, Australian Rally Championship
Van 2006 tot en met 2009 werd de Corolla E12 ingezet in de Australian Rally Championship. Het model werd Toyota Corolla Sportivo Turbo Group N Prototype ofwel Toyota Corolla Super 2000 genoemd. Simon Evans, Sue Evans, Neil Bates en Coral Taylor reden in deze rallyauto's.
Trophée Andros
Franse oud-Formule 1-coureur Alain Prost racete met een Toyota Corolla tijdens onder andere de 2003-2004 en 2004-2005 Trophée Andros. Deze Corolla wordt aangedreven door een 3,0 liter V6-motor.

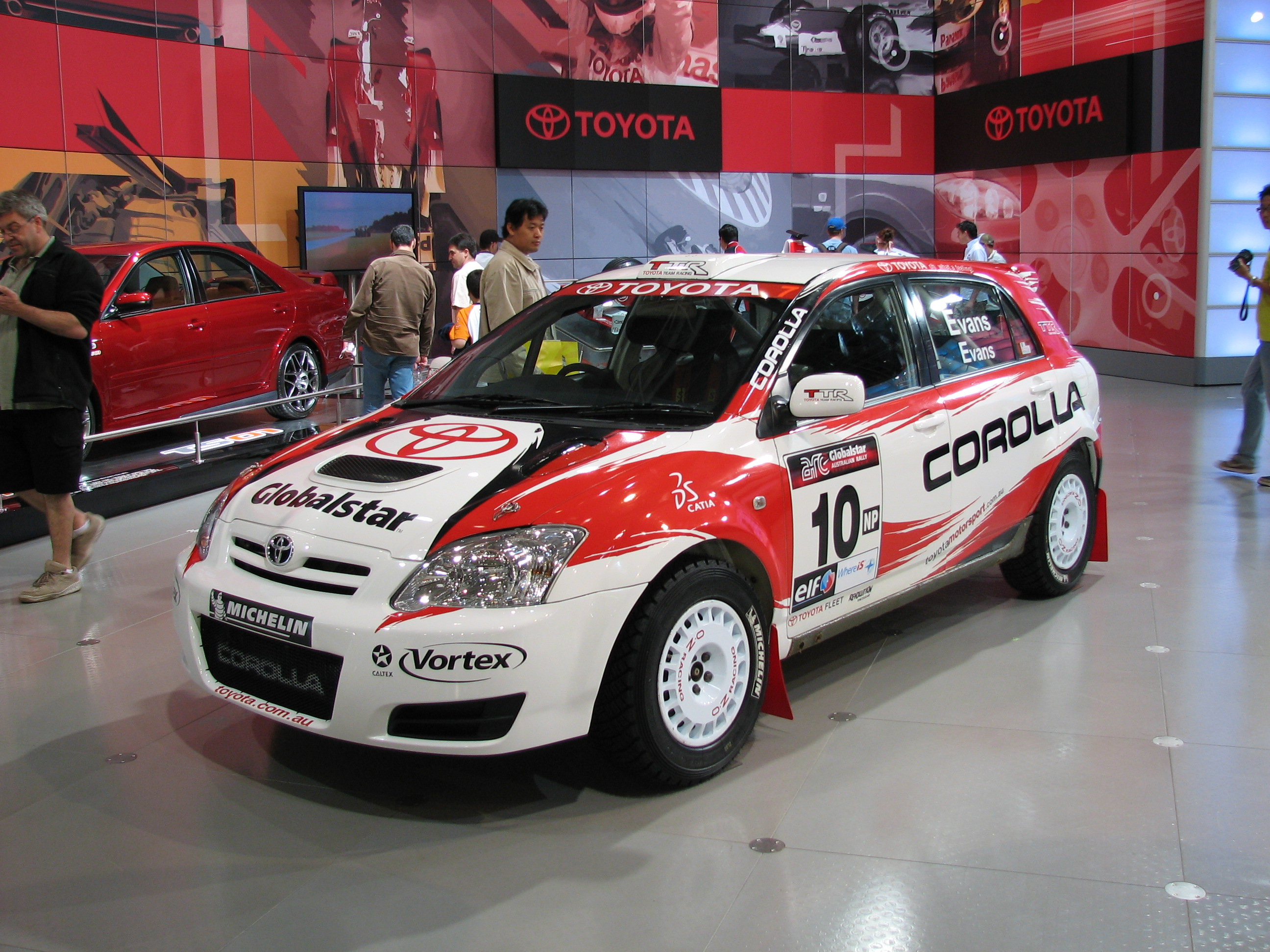
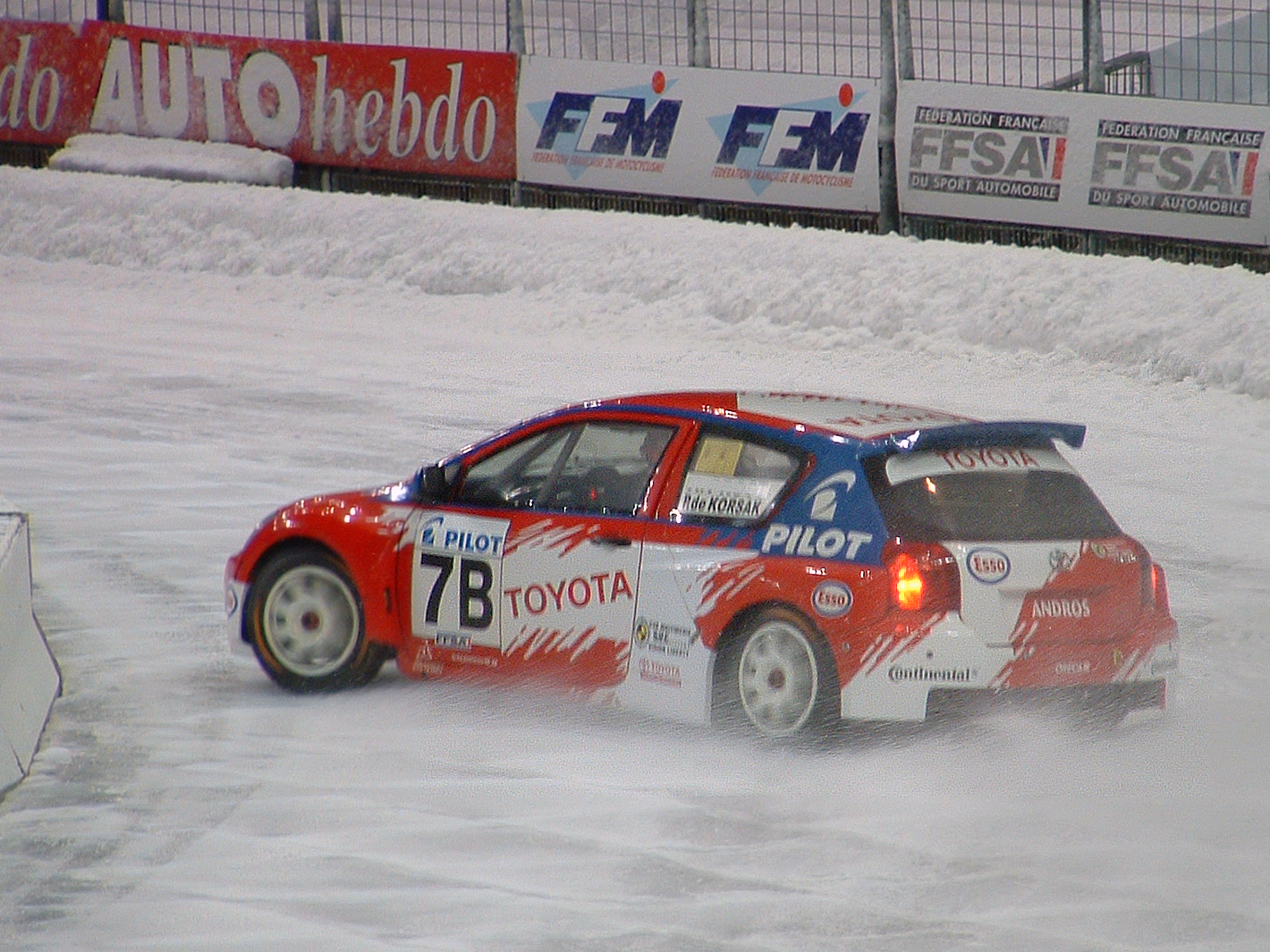
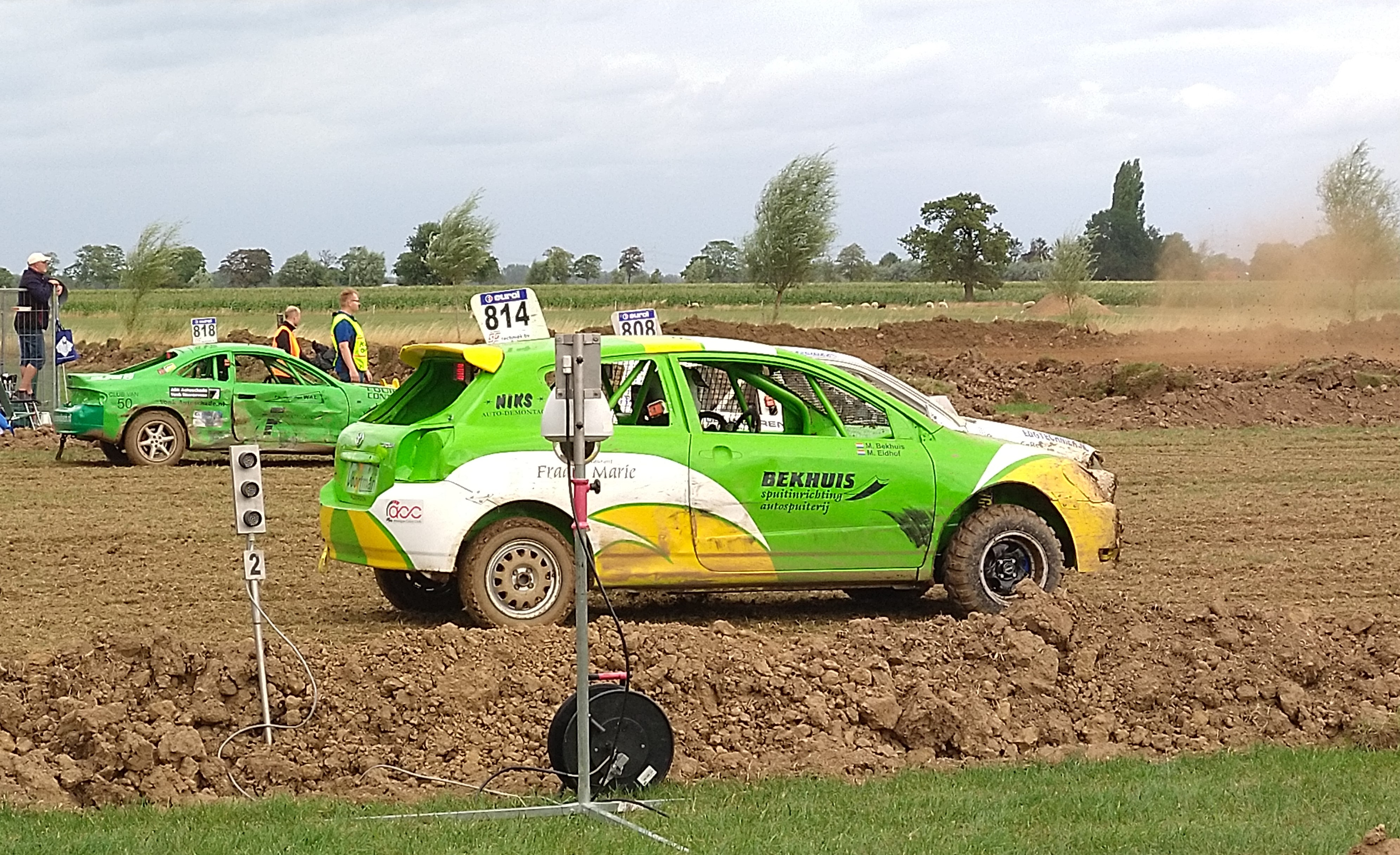

KNAF autocross

## Trivia
De Toyota Corolla E12 vijfdeurs hatchback is een speelbaar voertuig in de game State of Decay 2.